# Физический факультет МГУ

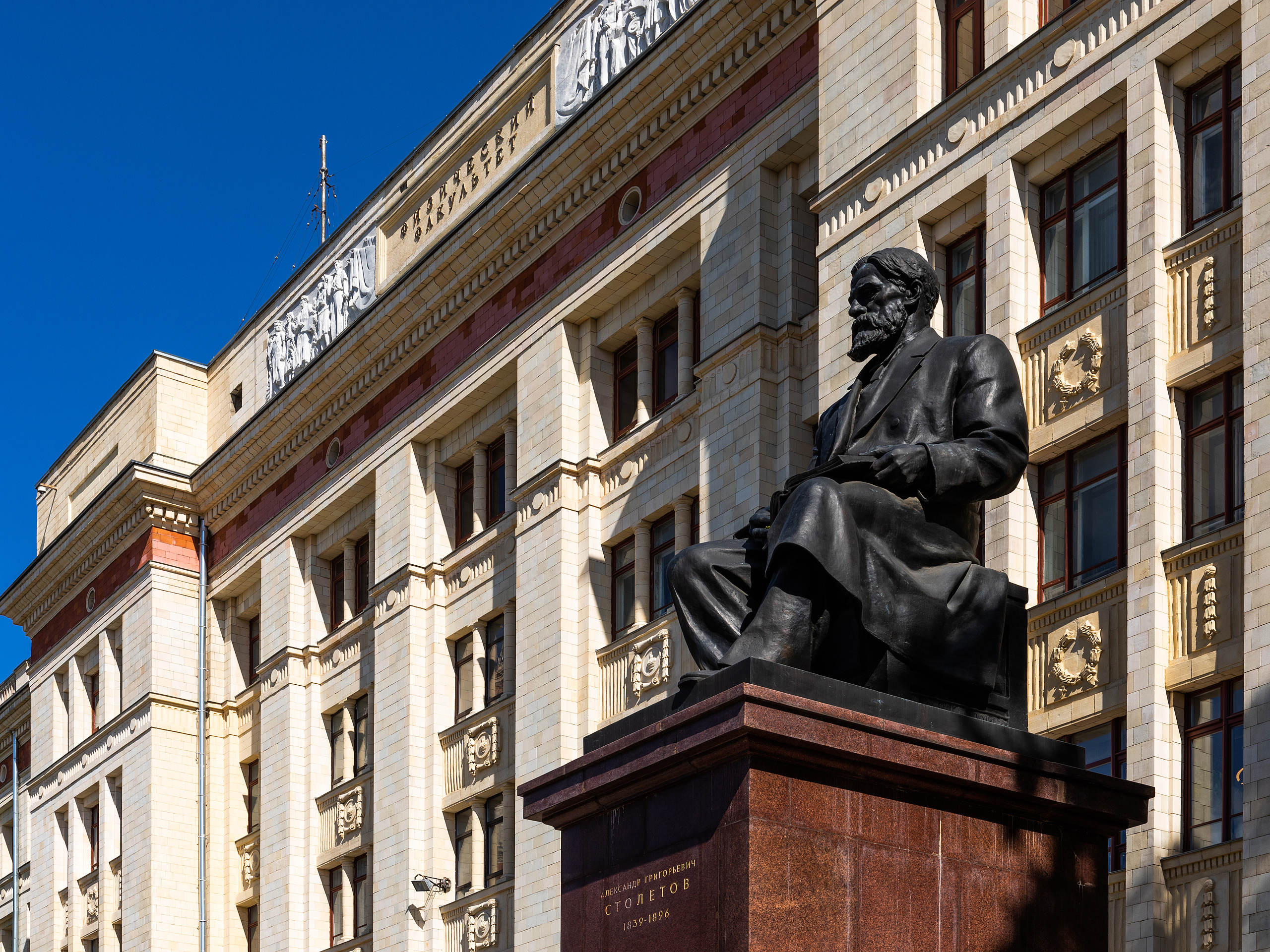
Памятник А. Г. Столетову у физического факультета МГУ

Физи́ческий факульте́т — структурное подразделение Московского государственного университета имени М. В. Ломоносова. Ведёт прикладные и фундаментальные исследования в различных отраслях физики, а также междисциплинарные исследования в области медицинской физики, биофизики, геофизики и др. Ежегодный план приёма студентов — 400 человек, кроме этого — 20 человек на астрономическое отделение.
Исполняющий обязанности декана факультета — профессор Владимир Викторович Белокуров.

## История

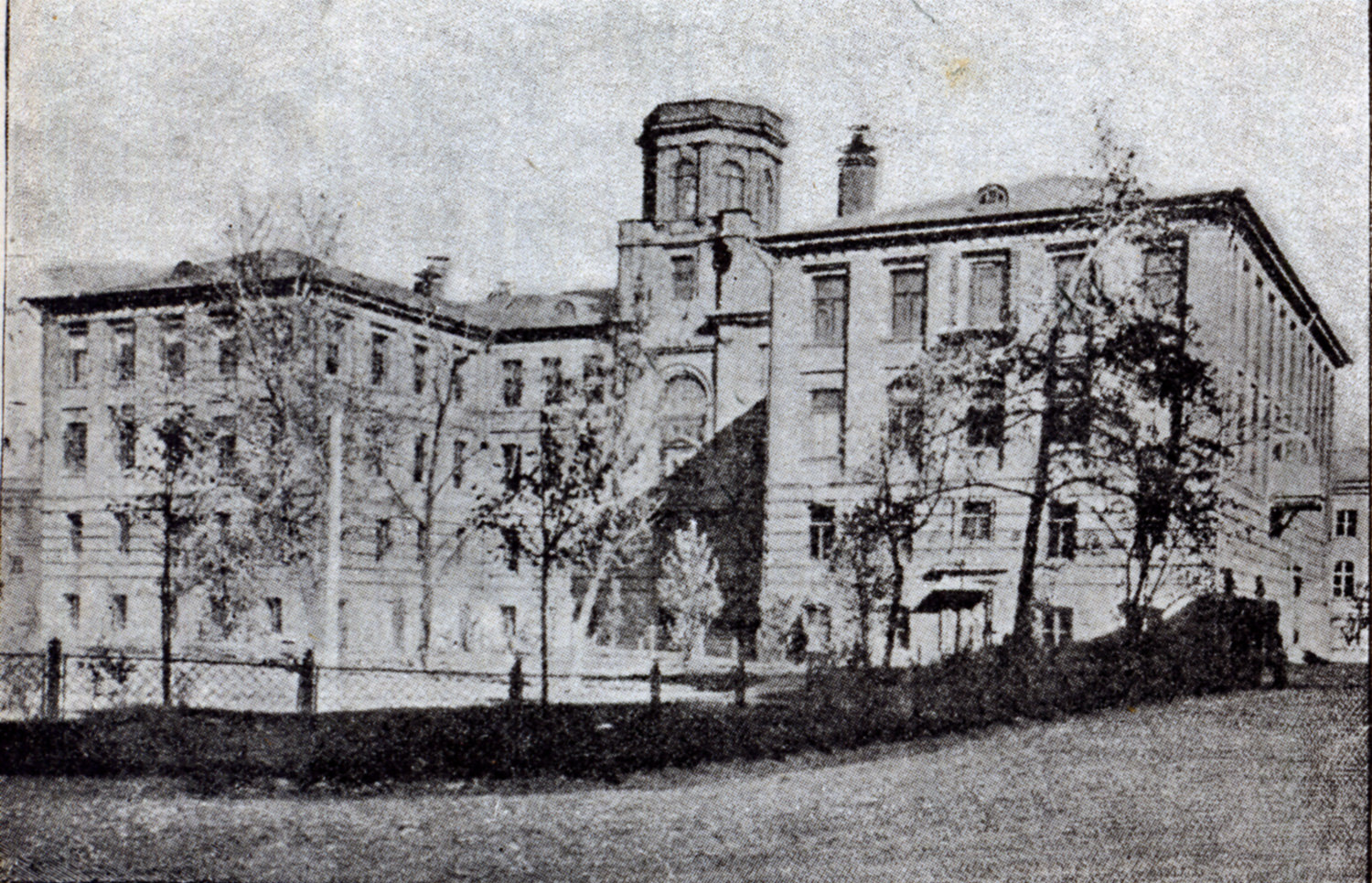
Здание Физического института Императорского Московского университета

Отдельного факультета для изучения физики в Московском университете не существовало до 1804 года, когда во вновь принятом Университетском уставе было зафиксировано появление отделения (факультета) физических и математических наук со сроком обучения три года. Тем не менее, с момента учреждения университета в состав философского факультета входила кафедра «физики экспериментальной и теоретической»; чтения лекций по экспериментальной физике начались в 1757 году.
В 1804 году при кафедре «теоретической и опытной физики» отделения физических и математических наук были учреждены физический кабинет и астрономическая обсерватория:

§ 83.
Собрание Физических орудий состоит в ведении и надзирании Профессора Физики. При нём находится приспешник, получающий жалованье из суммы, на сей Институт определенной.
§ 84.
Обсерватория и Астрономические орудия, к ней принадлежащие, состоят под ведением Астронома-Обсерватора; а собрание машин и моделей под ведением Профессора Математики. К сим трем заведениям причисляется инструментальной мастер для починки и содержания орудий в надлежащем порядке. Он должен быть снабжен на счет сих Институтов главными для своих работ орудиями и материалами, которые под смотрением Профессора Физики будут у него храниться.
— Устав 1804 года
В 1810 году был издан первый в России университетский учебник по физике П. И. Страхова «Краткое начертание физики». В 1826 году, с приходом на кафедру астрономии Д. М. Перевощикова началось её регулярное преподавание в университете. В это же время был издан первый русский учебник по астрономии, а в 1831 году по инициативе Перевощикова была организована астрономическая обсерватория у Пресненской заставы, — на «Трёх горах».
По Университетскому уставу 1835 года было образовано 2-е отделение (физико-математическое) философского факультета (срок обучения — 4 года), в составе которого были также кафедры «Астрономии» и «Физики и физической географии». В 1850 году, 26 января, был организован самостоятельный физико-математический факультет, деканом которого стал профессор ботаники А. Г. Фишер фон Вальдгейм. В него, в числе прочих, вошли кафедры астрономии и геодезии, а также физики. В 1884 году, по новому университетскому уставу, были объединены кафедры физики и физической географии.
В 1903 году по инициативе Н. А. Умова был открыт Физический институт, ставший центром научно-исследовательской работы и экспериментальной подготовки студентов физико-математического факультета.
В 1922 году при Московском университете на базе Физического института был открыт Институт физики кристаллографии (с 1928 года — Научно-исследовательский институт физики). В это время физико-математический факультет практически перестал существовать. Однако в октябре 1930 года появился физико-механический факультет, включавший математическое и астрономо-геодезическое отделения, а также физико-механическое, из которого в июле 1931 года выделилось физическое отделение. В 1931 году был также создан Государственный астрономический институт имени П. К. Штернберга.

### Физический факультет МГУ

#### С 1933 по 1953 годы
В апреле 1933 года при восстановлении факультетской системы Московского университета в его составе одним из шести был организован физический факультет, в состав которого не вошло отделение астрономии.
В 1942 году физический факультет был эвакуирован в Ашхабад; в начале 1943 года переведён в Свердловск, но занятия 1943—1944 учебного года начались на физическом факультете — в Москве. Осенью 1942 года Государственный Комитет Обороны посчитал целесообразным вернуть группу сотрудников физического факультета во главе с А. С. Предводителевым из Свердловска в Москву. Факультет получил новые правительственные задания, в частности, от Наркомата Военно-Морского Флота.
В это время произошёл скандал, связанный с выборами заведующего кафедрой теоретической физики, в результате которого появились «письмо 14 академиков» и «письмо четырёх академиков».
В годы Великой Отечественной войны в мастерских физического факультета МГУ нашли свое реальное воплощение многие теоретические изыскания, осуществлялась конечная стадия разработки научно-экспериментальных задач, были изготовлены многие приборы, необходимые фронту и тылу. Механические мастерские были дополнительно оснащены станками, полученными с других факультетов университета. В соответствии с заказами военного ведомства здесь изготовлялись даже детали мин, ручных гранат, снарядов. На физическом факультете было организовано производство радиоаппаратуры, необходимой фронту. Было расширено серийное изготовление стилометров (приборов для быстрого спектрального анализа металлических сплавов и минералов) и стилоскопов для оборонной промышленности, увеличено число работающих в мастерских. Все наличное станочное оборудование было переведено на круглосуточную работу. В течение 1943 года по заказам оборонных организаций было изготовлено 25 видов приборов в количестве около 600 штук. В последние годы войны здесь выпускалось до 150 стилоскопов и до 50 стилометров в год. В 1943—1944 годы в лаборатории при кафедре общей физики для физического факультета был сконструирован озонатор — прибор, предназначенный для очистки воздуха в подводных лодках. На физическом факультете были созданы приборы для слепой посадки самолетов, прицельные аппараты для подводных лодок, искатели подземных мин, новая аппаратура для артиллерии.
В 1945 году образовано геофизическое отделение, в состав которого вошли четыре кафедры: физики моря (заведующий В. В. Шулейкин), физики руслового потока (М. А. Великанов), физики атмосферы (А. Ф. Дюбюк), физики земной коры (В. Ф. Бончковский).
В 1946 году при физическом факультете создан Научно-исследовательский институт ядерной физики (директор — Д. В. Скобельцын).

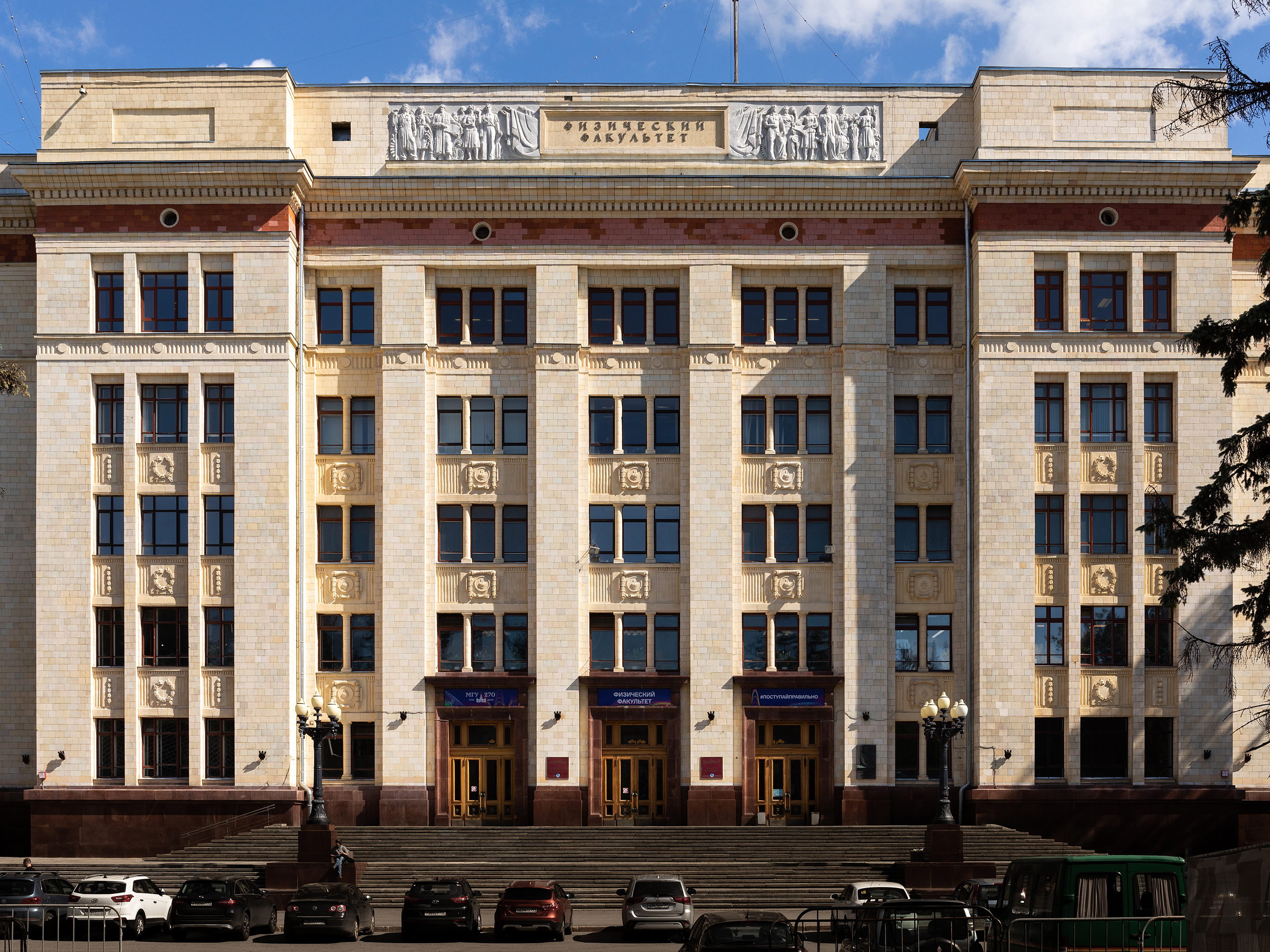
Основное здание физического факультета на Ленинских горах

Учебный год в 1953 году начался в новом здании физического факультета.

#### С 1953 по 1973 годы
В 1956 году в состав физического факультета из механико-математического факультета было переведено отделение астрономии.
В 1957 году заведующему кафедрой физики атомного ядра профессору Д. И. Блохинцеву была присуждена Ленинскую премию за создание первой атомной электростанции в СССР. И. М. Франку и И. Е. Тамму в 1958 году присуждена Нобелевская премия по физике за открытие и толкование эффекта Черенкова.
В 1959 году на физическом факультете создана лаборатория квантовой радиофизики при кафедре радиотехники.
Студенты-физики первыми в стране выступили инициаторами создания студенческих строительных отрядов (ССО). Физики работали на целинной стройке еще в 1957 году, однако массовые студенческие строительные отряды, самостоятельно работавшие на объектах, берут начало с 1959 года, когда первый отряд численностью в 339 физиков-второкурсников выехал в Булаевский район Северо-Казахстанской области, в совхозы «Ждановский», «Узункальский» и «Булаевский». Целине предшествовала зимняя (1959) подготовка: комитет комсомола направил студентов-физиков в ПТУ, где они осваивали вечерами профессии каменщиков, плотников. С той же целью студенты работали на строительстве домов на Мичуринском проспекте
Начиная с 1960 года, осуществляется тесное сотрудничество Объединенного института ядерных исследований (ОИЯИ) в Дубне и физического факультета, инициатором которого стал Д. И. Блохинцев, являвшийся в то время директором ОИЯИ.

Нильс Бор и Лев Ландау на «Дне Архимеда»

На физическом факультете прошёл карнавал «День рождения Архимеда», ставший традиционным праздником факультета. В Доме культуры МГУ состоялась премьера оперы «Архимед», написанной студентами факультета В. Канером и В. Миляевым. На первом представлении присутствовал Лев Ландау. В 1961 году на спектакль приезжал Нильс Бор. Опера выдержала более 300 представлений, в том числе в Ленинграде, Таллине, Риге, Кракове и других городах.
На основании Постановления Совета Министров СССР от 21 марта 1961 года в МГУ впервые проведены выборы деканов. Деканом физического факультета избран В. С. Фурсов.
В 1962 году Нобелевская премия по физике присуждена Л. Д. Ландау за основополагающие теории конденсированной материи, в особенности жидкого гелия.
С 1960 по 1970 годы на физическом факультете:
- создана лаборатория биофизики, с целью проведения исследований в области изучения физических процессов, протекающих в биологических объектах, подготовки специалистов-биофизиков.
- отделение строения вещества разделено на два: строения вещества и ядерной физики.
- созданы лаборатории: магнетизма (магнитных физических свойств металлов и их сплавов); атомно-кристаллической структуры веществ с особыми физическими свойствами; дислокаций (дефектов кристаллического строения); лаборатория теории твёрдого тела при кафедре электродинамики и квантовой теории.
- созданы кафедры волновых процессов; физики высоких энергий.
- восстановлена кафедра теоретической физики и создана кафедра квантовой статистики в результате разделения кафедры статистической физики и механики.

#### С 1973 по 1989 годы

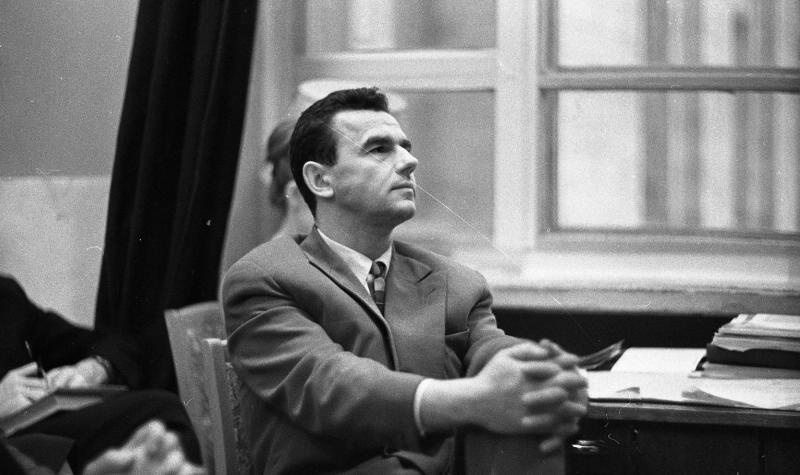
Р. В. Хохлов

В 1973 году ректором Московского университета стал Р. В. Хохлов. В период его ректорства получили развитие межфакультетские связи, организованы многоплановые экспедиции, открыты проблемные центры; биолого-почвенный факультет был разделен на два самостоятельных факультета — биологический и почвоведения; построено новое студенческое общежитие на 2400 мест на проспекте Вернадского. После кончины Р. В. Хохлова в 1978 году в МГУ были учреждены две ежегодные стипендии им. Р. В. Хохлова для студентов-отличников физического факультета; имя Р. В. Хохлова присвоено лаборатории нелинейной оптики МГУ и улице, прилегающей к главному зданию МГУ между Мичуринским проспектом и проспектом Вернадского.
В 1975 году на физическом факультете были переименованы:
- кафедра электродинамики и квантовой теории — в кафедру квантовой теории;
- кафедра космических лучей — в кафедру космических лучей и физики космоса;
- кафедра ускорителей — в кафедру ядерных взаимодействий и ускорителей;
- кафедра ядерной спектроскопии — в кафедру экспериментальной ядерной физики;
- кафедра оптики — в кафедру оптики и спектроскопии;
- кафедра общей физики для биологического, геологического и географического факультетов и факультета почвоведения — в кафедру общей физики для естественных факультетов;
- кафедра радиотехники — в кафедру радиофизики сверхвысоких частот.

Была создана лаборатория синхротронного излучения в составе кафедры квантовой теории, а также специальное отделение по переподготовке кадров по специальностям «физика и техника магнитной памяти» и «теория и техника лазерной связи» с планом приёма 50 слушателей на каждую специальность и сроком обучения по вечерней форме 18 месяцев.
С 1977 по 1992 годы ректором Московского университета был физик А. А. Логунов.
С 1980 по 1989 годы на физическом факультете:
- при кафедре физики колебаний создана научная лаборатория радиофизических измерений;
- созданы лаборатории магнитооптики в составе кафедры магнетизма; лаборатория теории поля в составе кафедры квантовой теории и физики высоких энергий; научно-исследовательская лаборатория молекулярной динамики неупорядоченных сред в составе кафедры молекулярной физики; научно-исследовательская лаборатория лазерной оптики и нелинейной спектроскопии, лаборатория полупроводников для ИК-оптоэлектроники при кафедре физики низких температур и сверхпроводимости;
- реорганизованы: кафедра астрофизики — в кафедру астрофизики и звёздной астрономии; кафедра звёздной астрономии и астрометрии и кафедра небесной механики и гравиметрии — в кафедру небесной механики, астрометрии и гравиметрии;
- создано отделение по специальности «Лазерная техника» с планом приёма 25 слушателей и сроком обучения по дневной форме 6 месяцев;
- в НИИЯФ организован научно-технический центр по проблемам технологии микроэлектроники, включающий лабораторию криоэлектроники, кафедру атомной физики, физики плазмы и микроэлектроники физического факультета.

### Деканы физического факультета

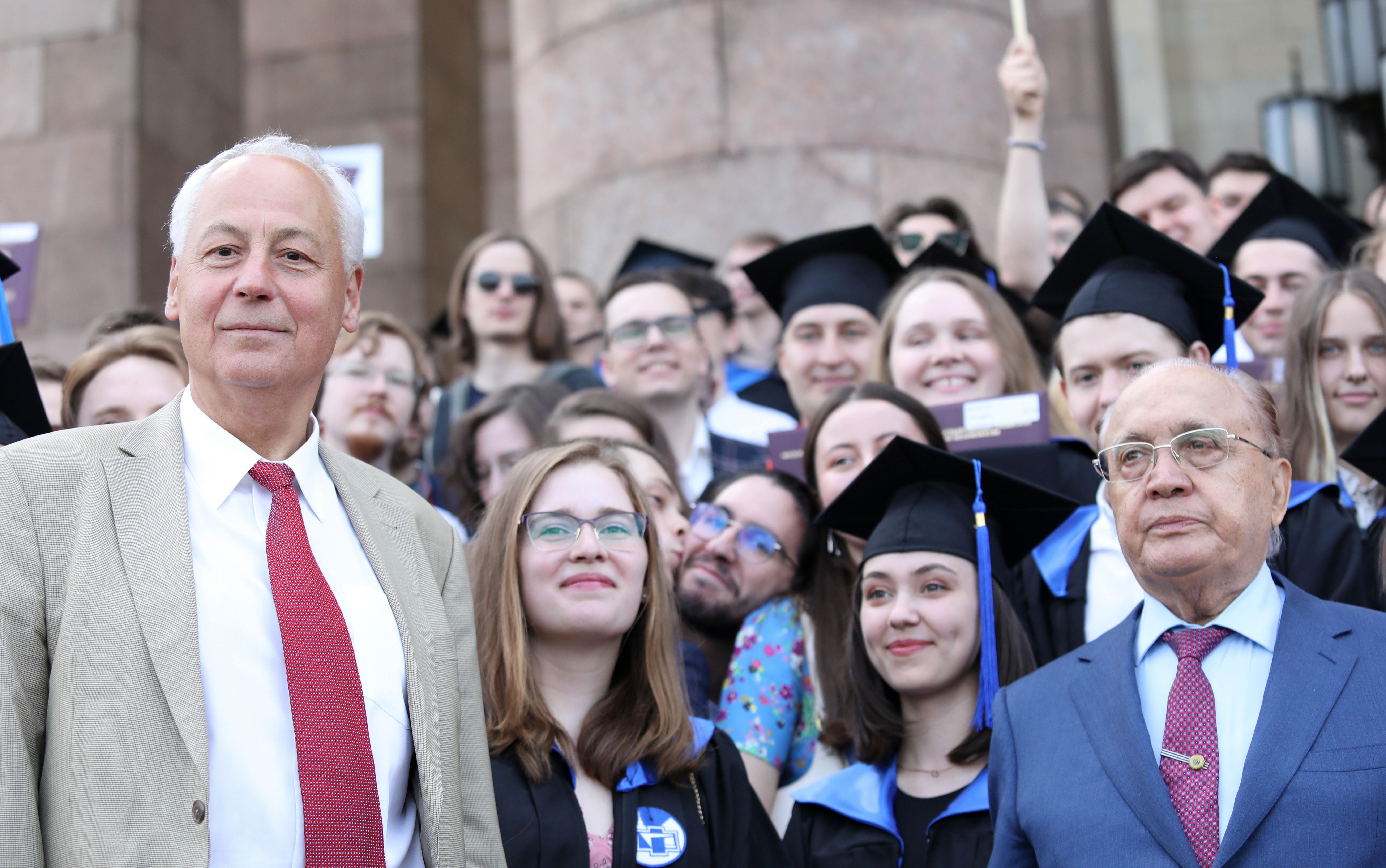
В. В. Белокуров и В. А. Садовничий

- Борис Михайлович Гессен (1933—1934)
- Семён Эммануилович Хайкин (1934—1936)
- Александр Саввич Предводителев (1937—1946)
- Борис Владимирович Ильин и. о. декана: 1941—1942
- Александр Саввич Предводителев (1944[8])
- Сергей Тихонович Конобеевский (май 1946—1947)
- Владимир Николаевич Кессених (и. о., 1948)
- Арсений Александрович Соколов (1948—1954)
- Василий Степанович Фурсов (1954—1989)
- Анатолий Петрович Сухоруков (1989—1992)
- Владимир Ильич Трухин (1992—2011)
- Николай Николаевич Сысоев (2011—2022)
- Владимир Викторович Белокуров (с 2022, и. о.)

## Структура

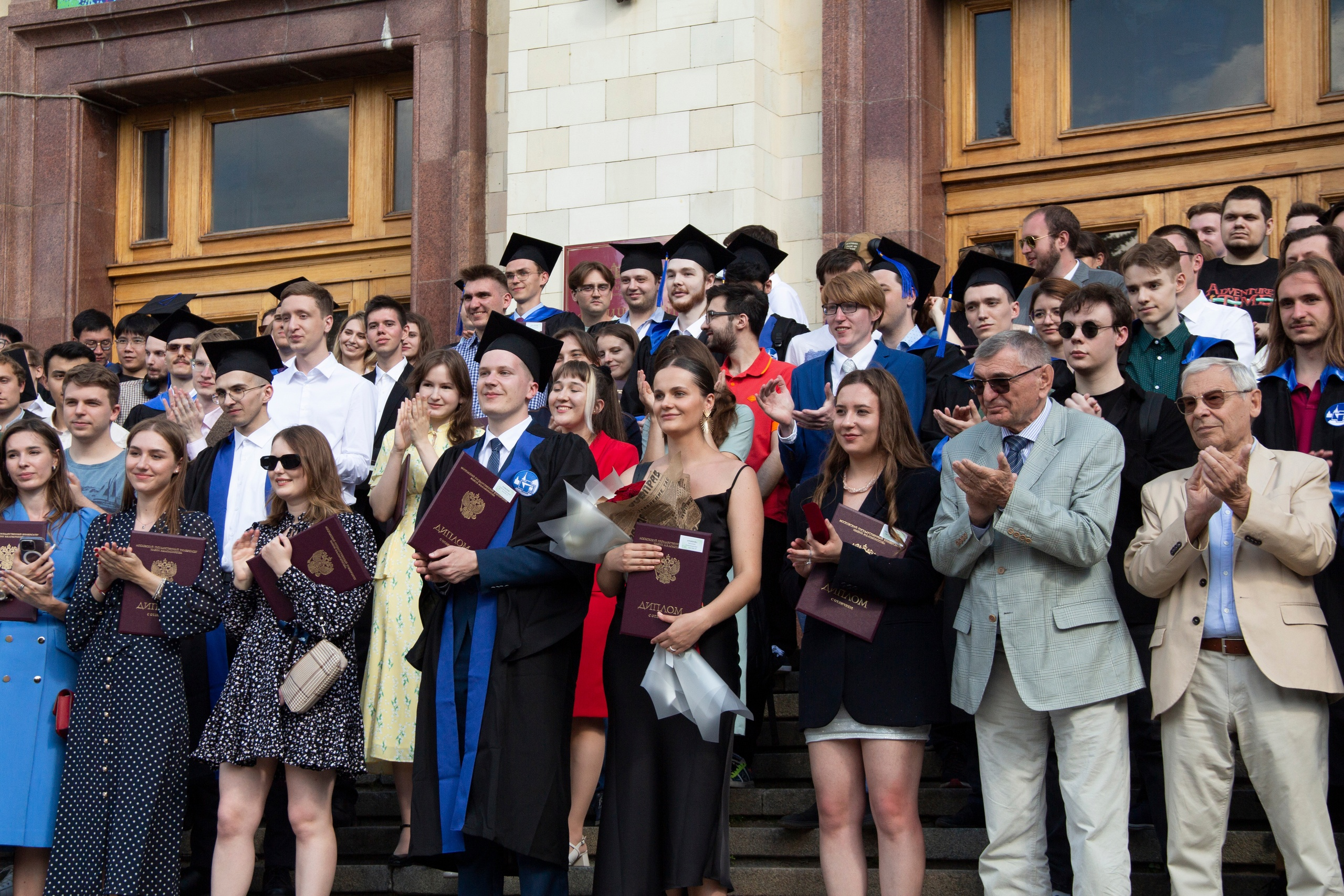
Выпускной студентов физического факультета МГУ в 2024 году

На физическом факультете МГУ 7 отделений, включающих в себя 40 кафедр, где можно вести научные исследования практически по всем современным научным направлениям.
После второго курса (для астрономического отделения — после третьего) нужно выбрать кафедру, где студент будет заниматься научной деятельностью.

### Отделения
- Экспериментальной и теоретической физики
- Прикладной математики
- Физики твердого тела
- Радиофизики и электроники
- Ядерной физики
- Геофизики
- Астрономическое
- Отделение дополнительных образовательных программ

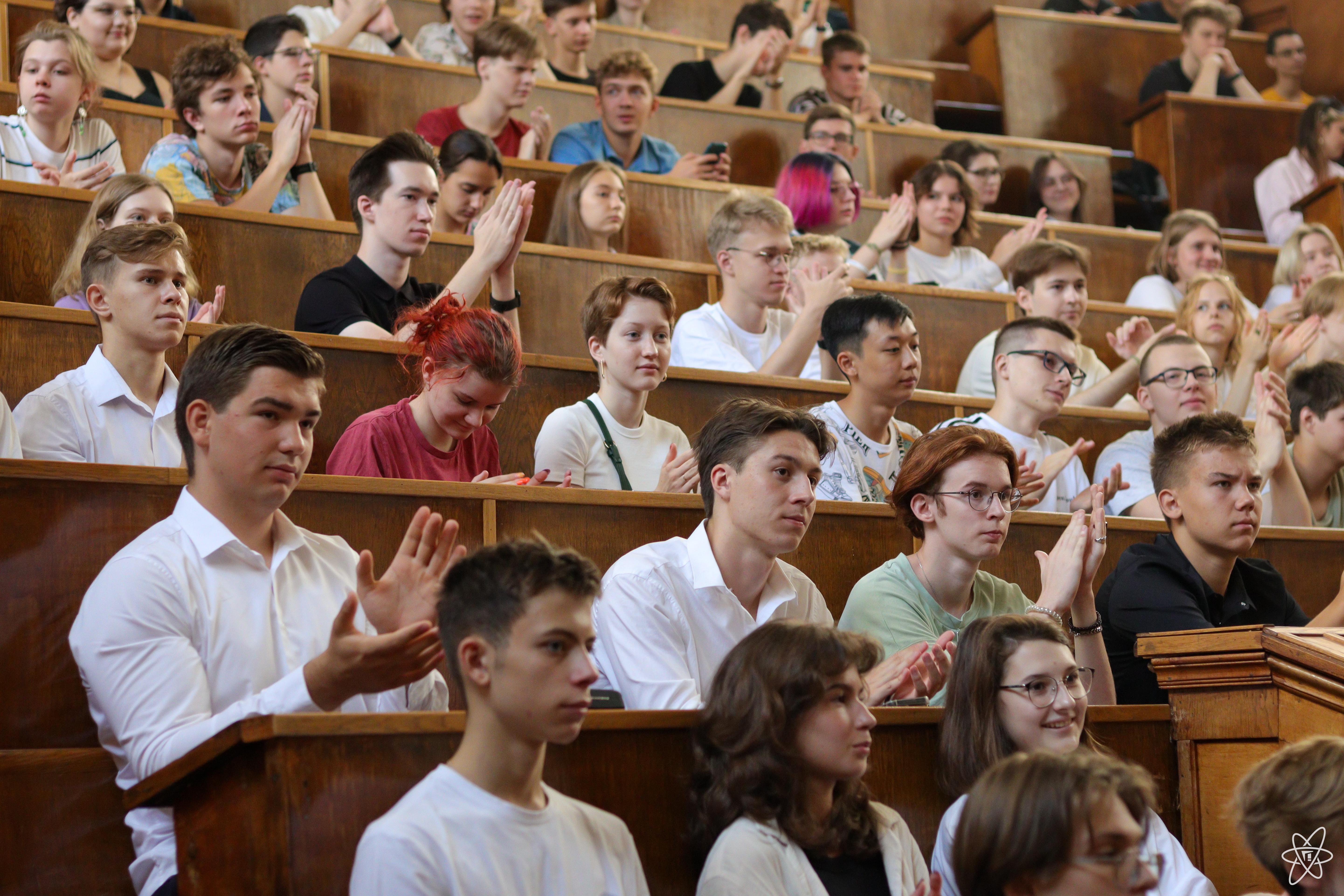
Студенты-первокурсники (2024) на лекции декана физического факультета МГУ

В инфраструктуру факультета также входят:
- Научно-исследовательский институт ядерной физики им. Д. В. Скобельцына,
- Государственный астрономический институт имени П. К. Штернберга,
- Международный лазерный центр и другие научные центры.

До 2003 года факультет имел собственный экспериментальный завод для производства электротехнического и механического оборудования.

## Кафедры
- Отделение экспериментальной и теоретической физики

- Кафедра теоретической физики
- Кафедра молекулярных процессов и экстремальных состояний вещества
- Кафедра общей физики и молекулярной электроники
- Кафедра биофизики
- Кафедра медицинской физики
- Кафедра квантовой статистики и теории поля
- Кафедра общей физики
- Кафедра английского языка
- Кафедра оптики, спектроскопии и физики наносистем
- Кафедра физики частиц и космологии

- Отделение прикладной математики

- Кафедра математики
- Кафедра физико-математических методов управления
- Кафедра математического моделирования и информатики

- Отделение физики твердого тела

- Кафедра физики твердого тела
- Кафедра физики полупроводников и криоэлектроники
- Кафедра физики полимеров и кристаллов
- Кафедра магнетизма
- Кафедра физики низких температур и сверхпроводимости
- Кафедра общей физики и физики конденсированного состояния

- Отделение радиофизики и электроники

- Кафедра физики колебаний
- Кафедра акустики
- Кафедра фотоники и физики микроволн
- Кафедра квантовой электроники
- Кафедра физической электроники

- Отделение ядерной физики

- Кафедра атомной физики, физики плазмы и микроэлектроники
- Кафедра физики космоса
- Кафедра физики атомного ядра и квантовой теории столкновений
- Кафедра квантовой теории и физики высоких энергий
- Кафедра физики элементарных частиц
- Кафедра физики ускорителей и радиационной медицины
- Кафедра общей ядерной физики

- Отделение геофизики

- Кафедра физики Земли
- Кафедра физики моря и вод суши
- Кафедра физики атмосферы

- Отделение астрономии

- Кафедра небесной механики, астрометрии и гравиметрии
- Кафедра астрофизики и звездной астрономии
- Кафедра экспериментальной астрономии

- Отделение дополнительных образовательных программ
- Межкафедральное отделение — Научно-образовательный центр по нанотехнологиям МГУ

## Корпусы физического факультета МГУ
Учебно-научная деятельность факультета осуществляется в пяти отдельно корпусах общей площадью более 70 тысяч м².

### Основное здание
Основное здание физического факультета МГУ было построено в комплексе с Главным зданием МГУ, зданиями химического и биологического факультетов. Земляные работы начались в 1948 году, а церемония заложения первого камня состоялась 12 апреля 1949 года. Постановление СМ СССР № 4151-1620с от 10 сентября 1952 года «О сроках окончания строительства новых зданий и сооружений Московского государственного университета» решено:

1. обязать Управление строительства Дворца Советов (тт. Комаровского и Сорокина)… закончить к 15 июня 1953 г. строительство всех зданий и сооружений, а также благоустройство территории МГУ и подготовить к сдаче в эксплуатацию:
а) главный корпус университета…
б) здания физического и химического факультетов…
в) здание биолого-почвенного факультета…
г) корпуса механики, гидрологической станции, лаборатории высоковольтных установок, сверхвысоких давлений, газовой электрохимии и радиохимии…
д) здания криогенной лаборатории, лабораторий строения вещества, космических лучей, искусственного климата и астрономической обсерватории…
е) здания ожижительной станции, механических мастерских…, виварий и спортивные сооружения.

1 сентября 1953 года, комплекс зданий МГУ имени М. В. Ломоносова на Ленинских горах был открыт.
Здание физического факультета МГУ имеет 6 этажей. В нем находятся аудитории, лаборатории, библиотека Научно-исследовательского института ядерной физики имени Д. В. Скобельцына, администрация факультета. В здании физфака также есть три поточные аудитории: северная физическая, южная физическая (на 250 мест каждая) и центральная физическая аудитория на 450 мест. Последняя носит имя Р. В. Хохлова.
В основном здании также расположены коворкинги для совместных занятий студентов, три столовых и кофейня.

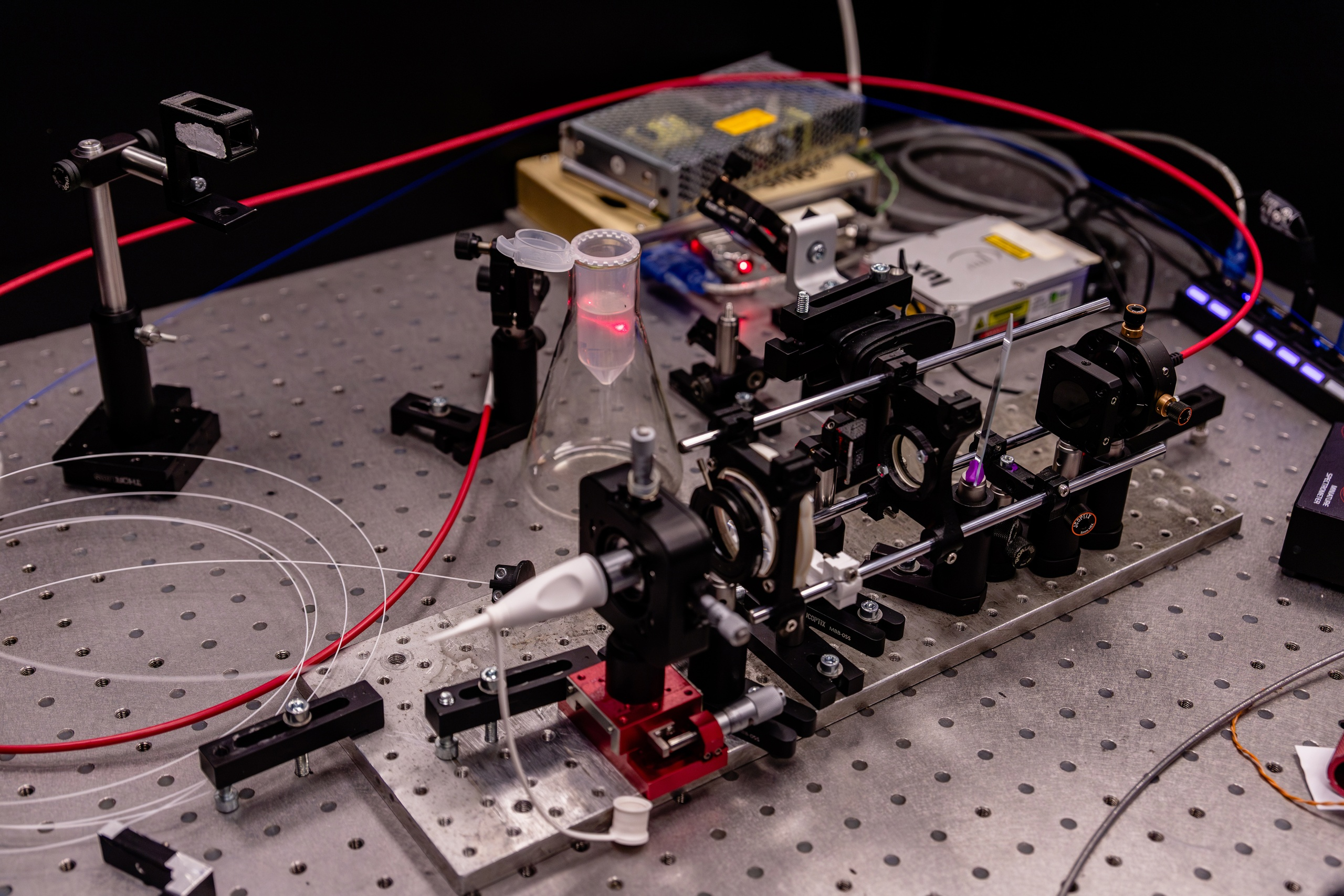
Лаборатория лазерной биофотоники — КНО

Интерьеры основного здания физического факультета МГУ
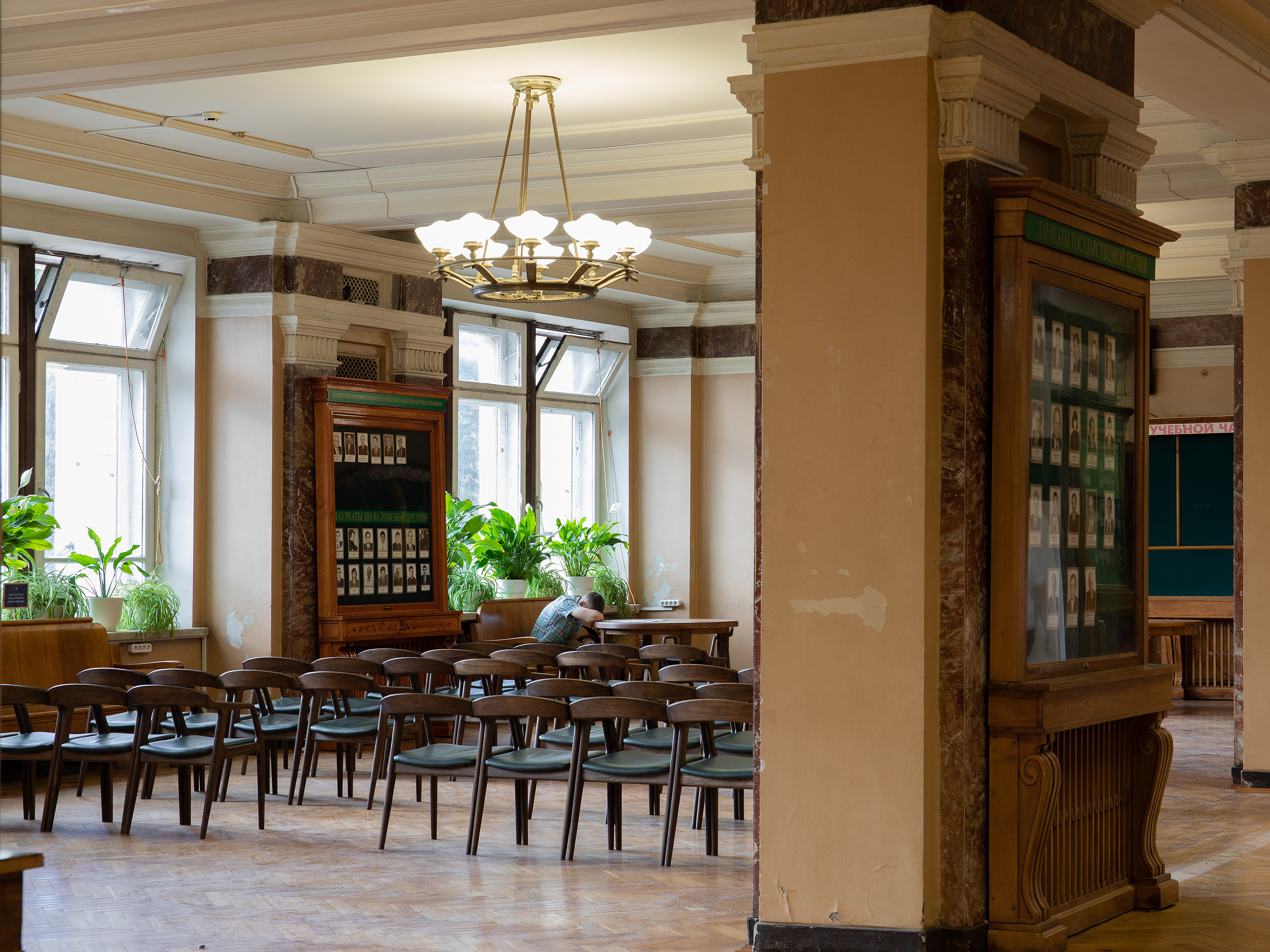
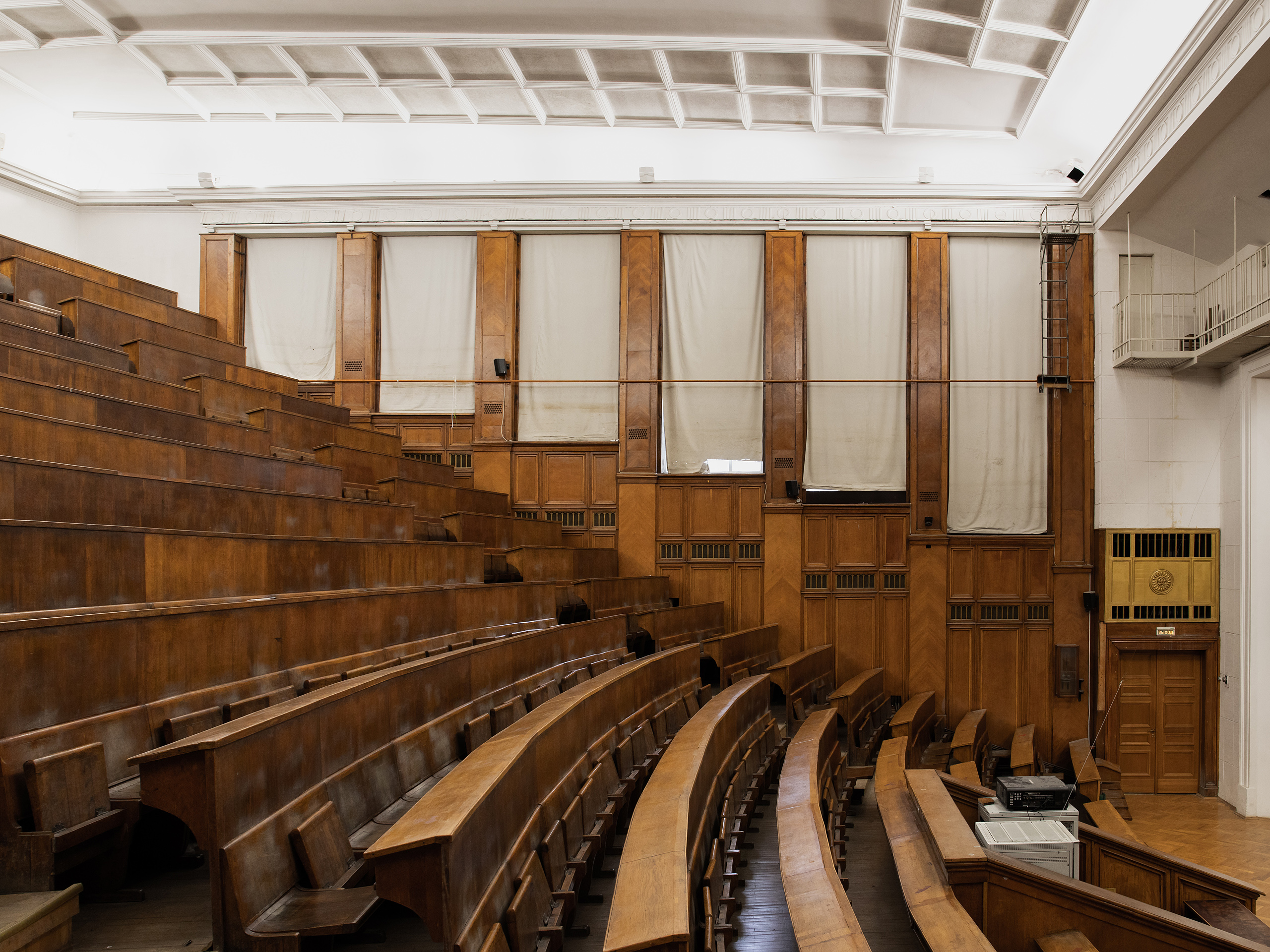
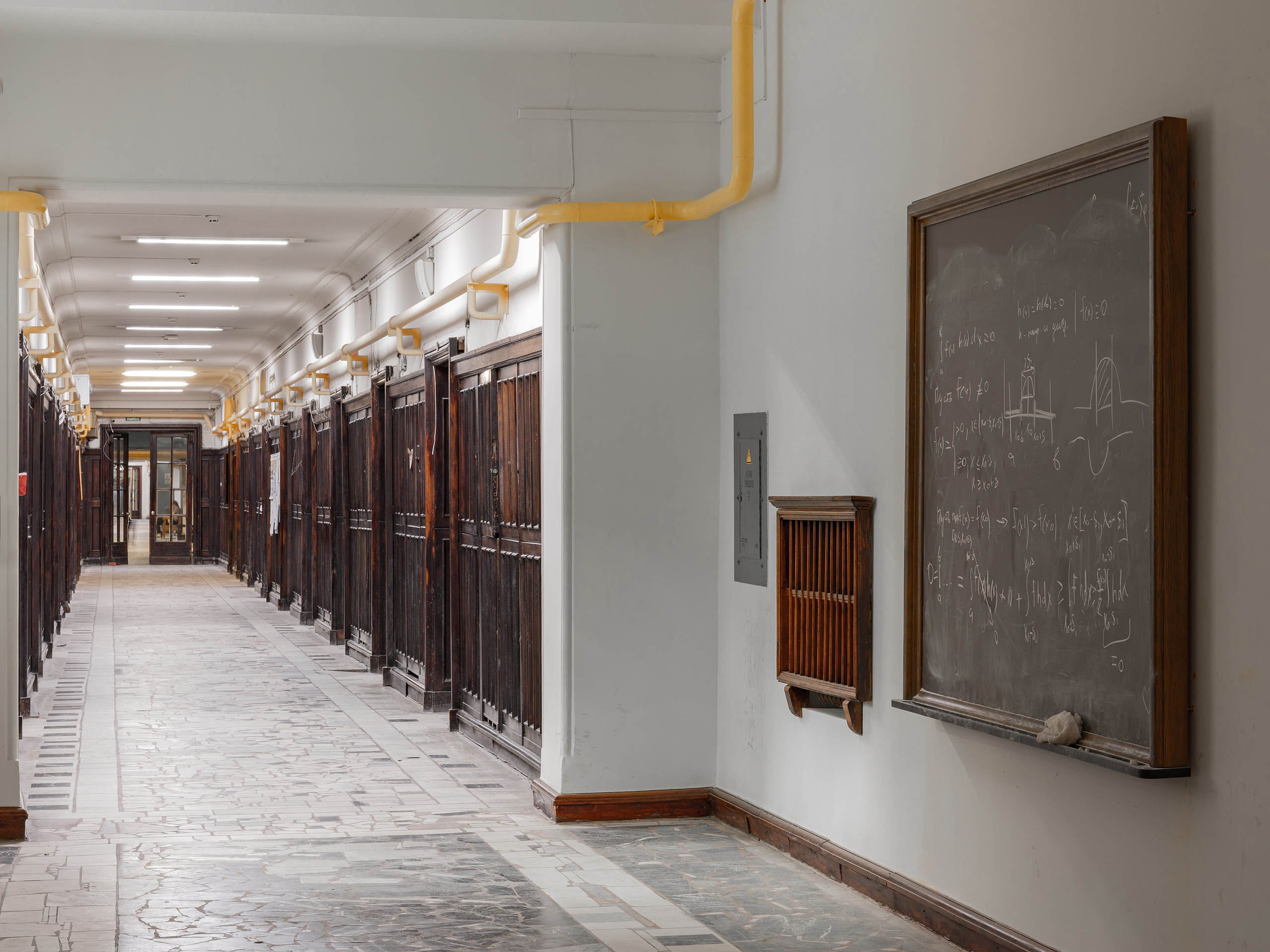
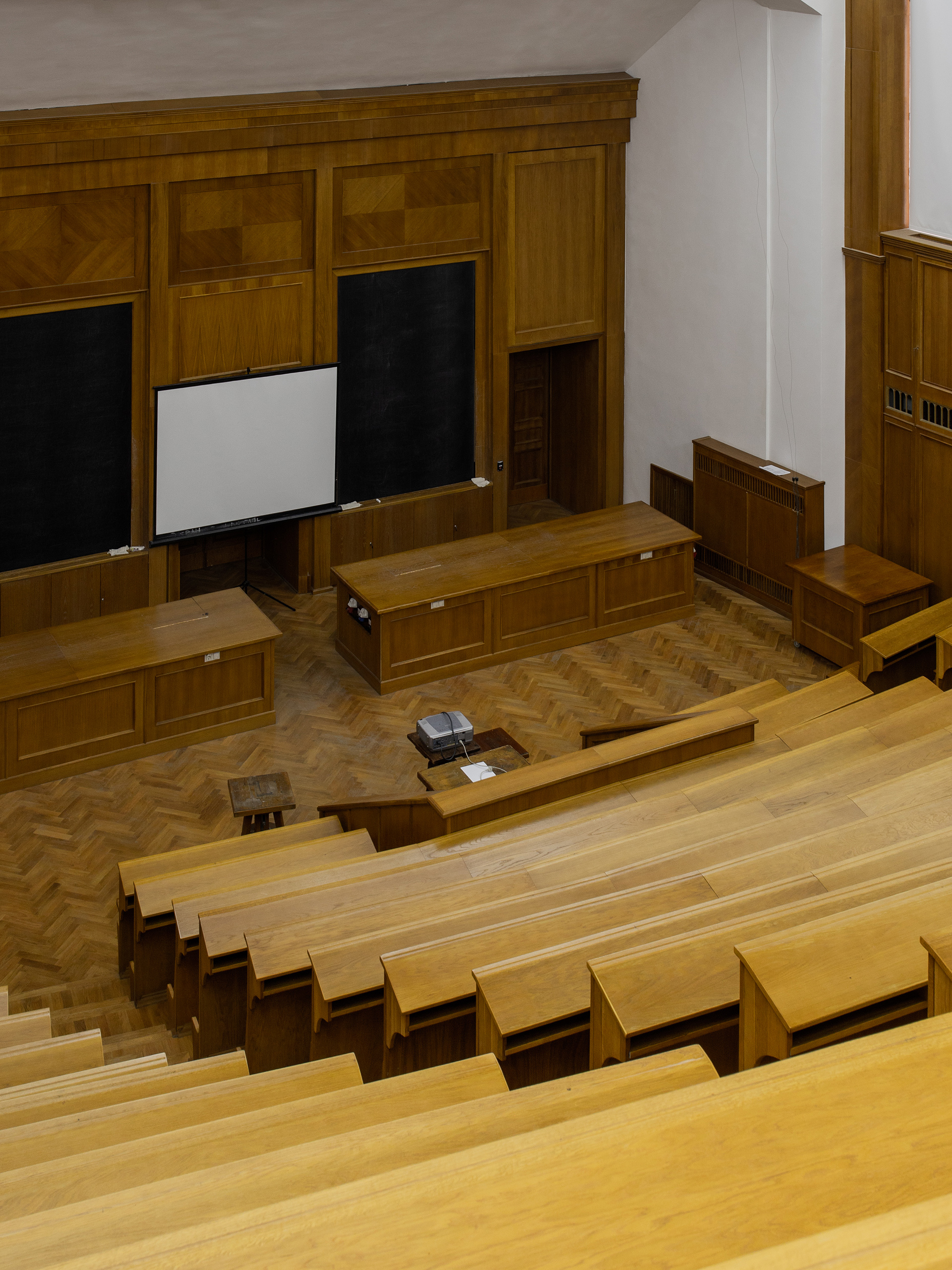
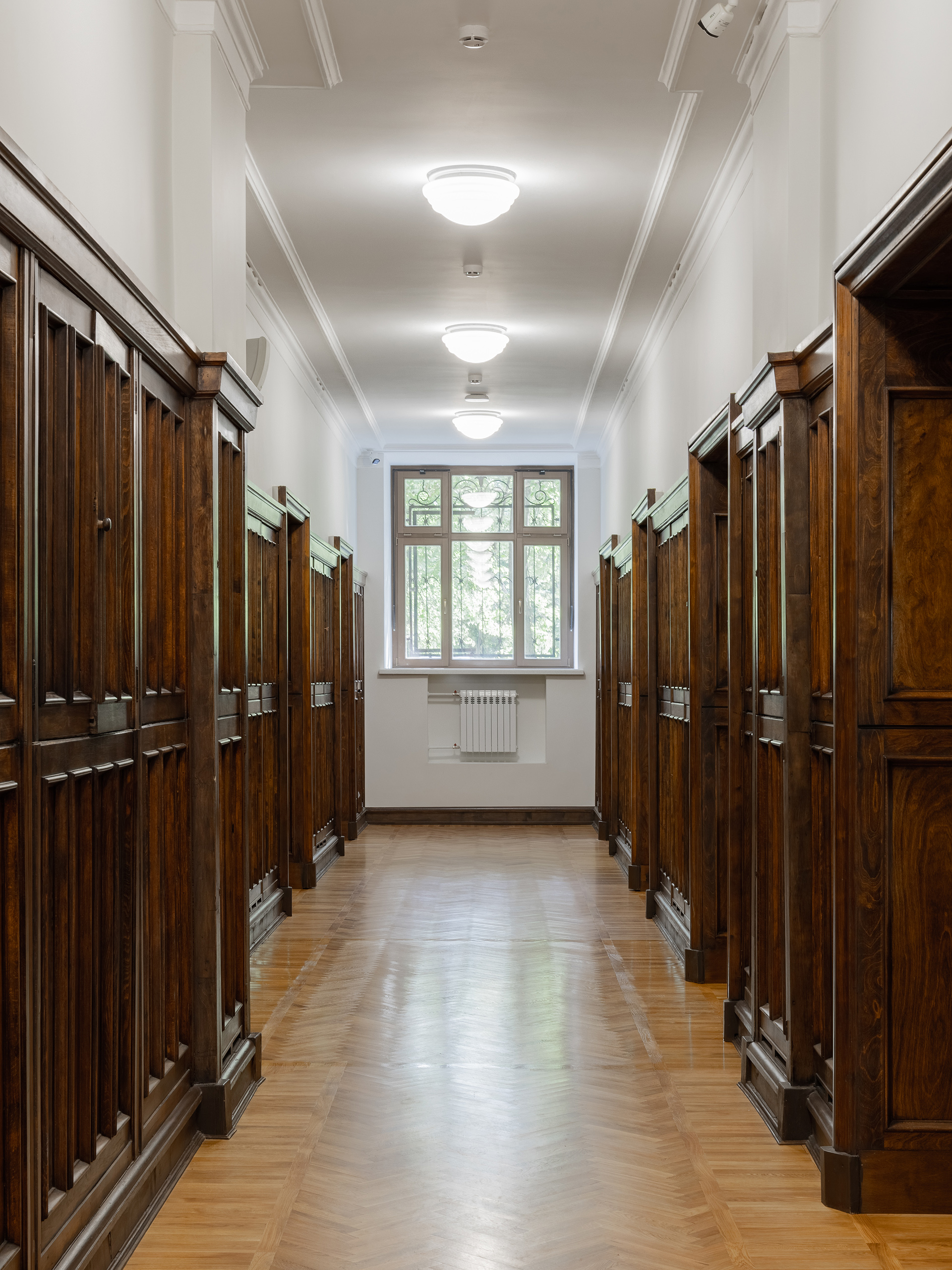

### Корпус нелинейной оптики им. Р. В. Хохлова
Одно из зданий физического факультета МГУ. В корпусе располагаются кафедры квантовой электроники и общей физики и волновых процессов. В многочисленных лабораториях ведутся исследования по нелинейной оптике, нелинейной акустике, лазерной физике, нелинейной спектроскопии и другим областям физики.

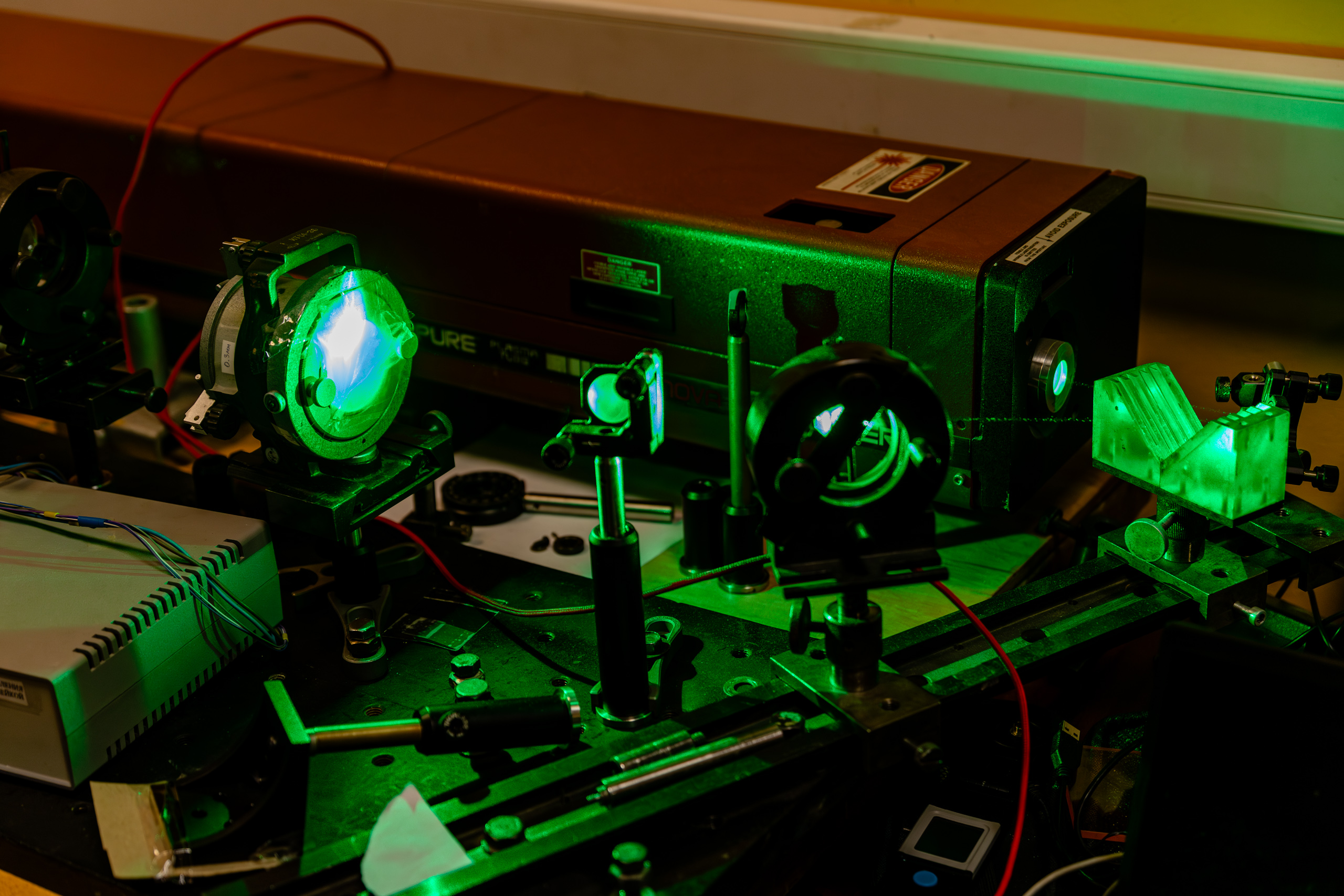
Лаборатория квантовой оптико-терагерцовой фотоники — КНО

### Центр коллективного пользования физического факультета МГУ
Центр коллективного пользования объединяет передовые лаборатории естественнонаучных факультетов МГУ, в распоряжении которых имеется самое современное оборудование.
Комплекс научного оборудования ЦКП МГУ позволяет:
- проводить НИОКР в области исследований состава, структуры и физико-химических свойств наноматериалов методами массспектроскопии, газовой, газо-жидкостной и жидкостной хроматографии, дифференциальной сканирующей калориметрии теплового потока, термогравиметрического анализа, дифференциального термического анализа, капиллярного электрофореза, дифрактометрии, электронной (растровой и просвечивающей) и зондовой (туннельной, атомно-силовой и ближнепольной) микроскопии;
- проводить прецизионные спектральные исследования наноматериалов, включая фемтосекундную спектроскопию, низкотемпературную фотолюминесцентную спектроскопию, инфракрасную спектроскопию отражения и пропускания, спектроскопию комбинационного рассеяния, спектроскопию электронного парамагнитного и ядерного магнитного резонансов, мессбауэровскую спектроскопию;
- работы по нанобиотехнологии, наномедицине и нанодиагностике с использованием конфокальной и флуоресцентной микроскопии, молекулярно-биологических, иммунохимических, иммуногистохимических и биохимических методов.

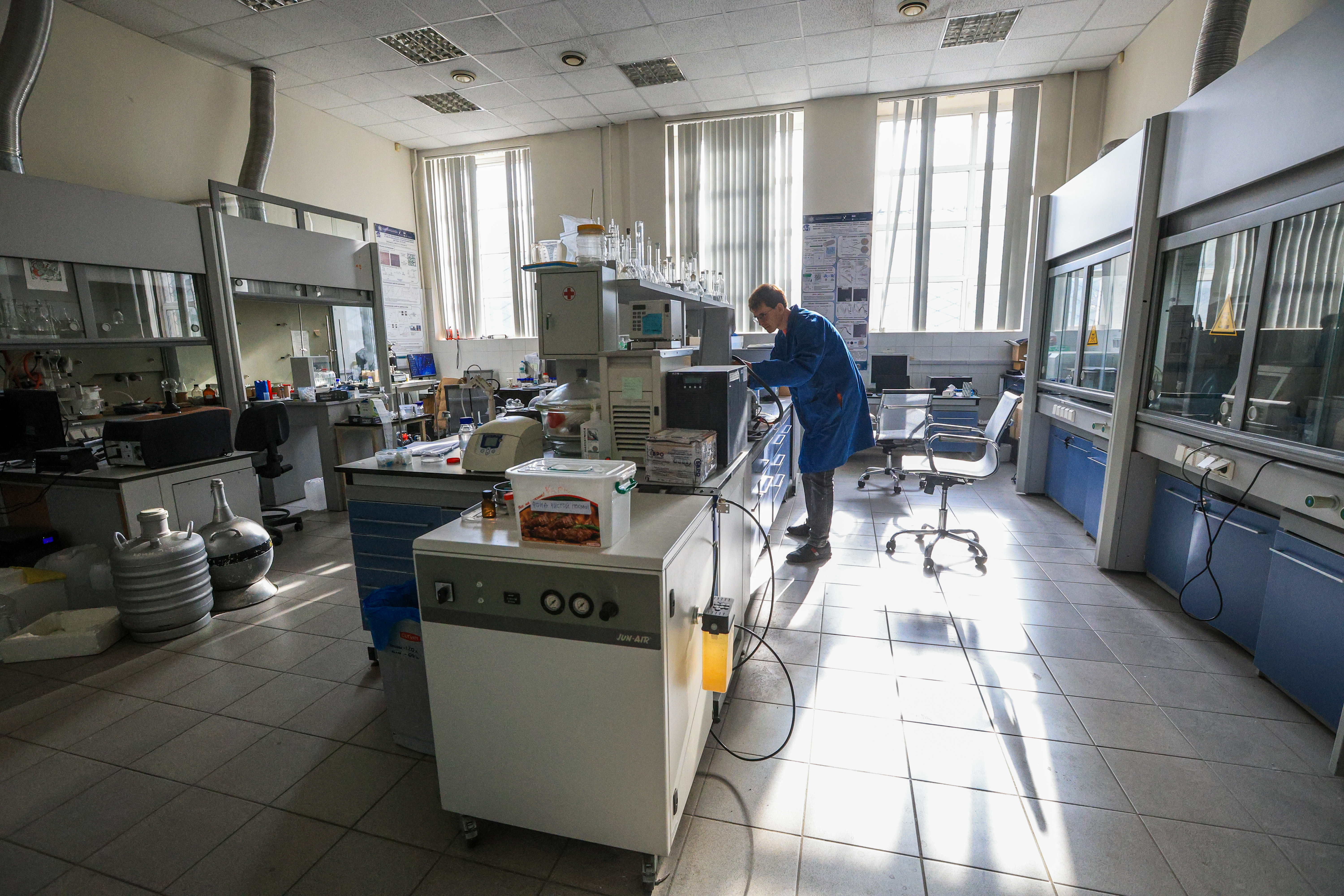
Лаборатория кафедры полимеров и кристаллов — ЦКП

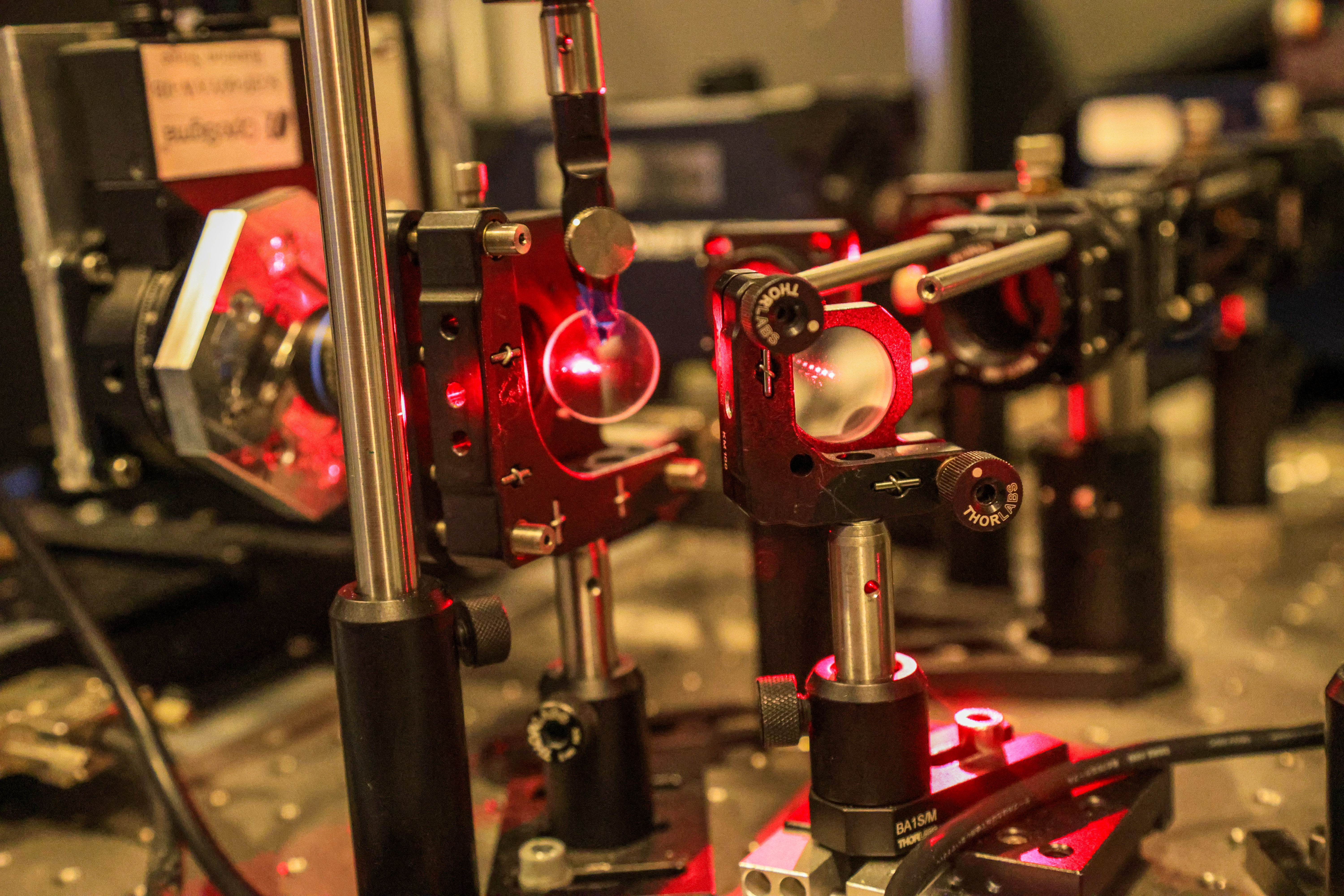
Лазерная установка — ЦКП

### Криогенный корпус
Кафедра физики низких температур и сверхпроводимости физического факультета МГУ расположена в отдельном корпусе на улице Лебедева. Здесь находятся лаборатории, учебные аудитории, гелиевая станция и механические мастерские. Корпус находится под охраной как архитектурный объект — также, как и главный корпус физического факультета и Главное здание МГУ.
Научные исследования охватывают широкий круг материалов, включая спиновые жидкости, низкоразмерные/классические магнетики, сверхпроводники, мультиферроики, которые исследуются методами термодинамической и кинетической характеризации, а также с применением резонансных методик в широком интервале температур от 0,4 до 1000 К и в магнитных полях до 30 Т.

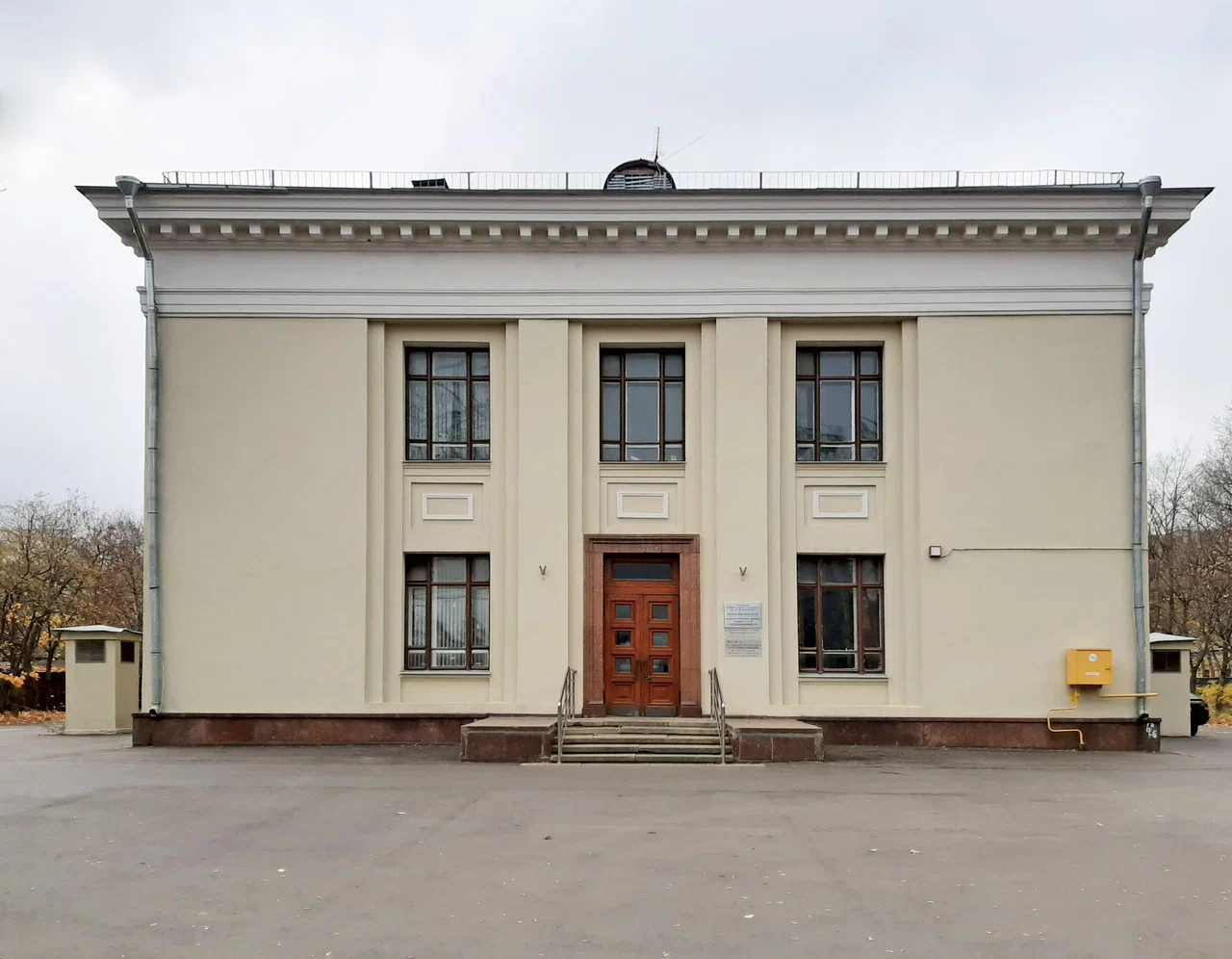
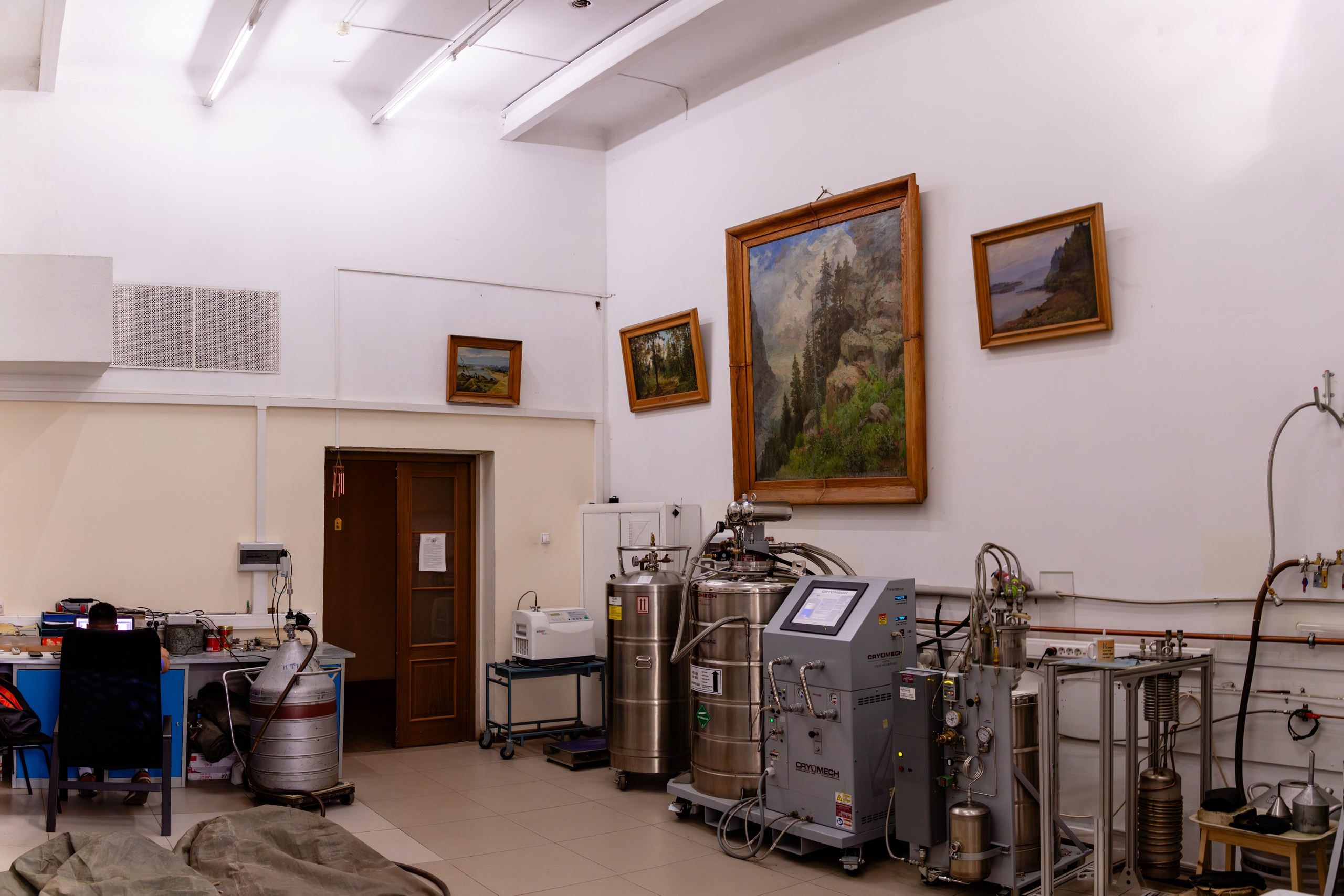

### Центр аддитивных технологий и фотоники
Центр аддитивных технологий и фотоники базируется на компетенциях четырех факультетов: физического, химического, наук о материалах, механико-математического. Центр занимается прикладными высокотехнологичными разработками на пересечении областей фотоники, аддитивных технологий, материаловедения и искусственного интеллекта, обладая широким набором компетенций и опытом в естественных науках, инжирининге, гибком проектном управлении, работе по требуемым стандартам, включая ГОСТ, ASTM и пр. Центр аддитивных технологий использует современное оборудование и технологии для реализации различных проектов. В состав оборудования входят принтеры для 3d печати с помощью пластика, металла, фотополимерной композиции, полимерных порошков.

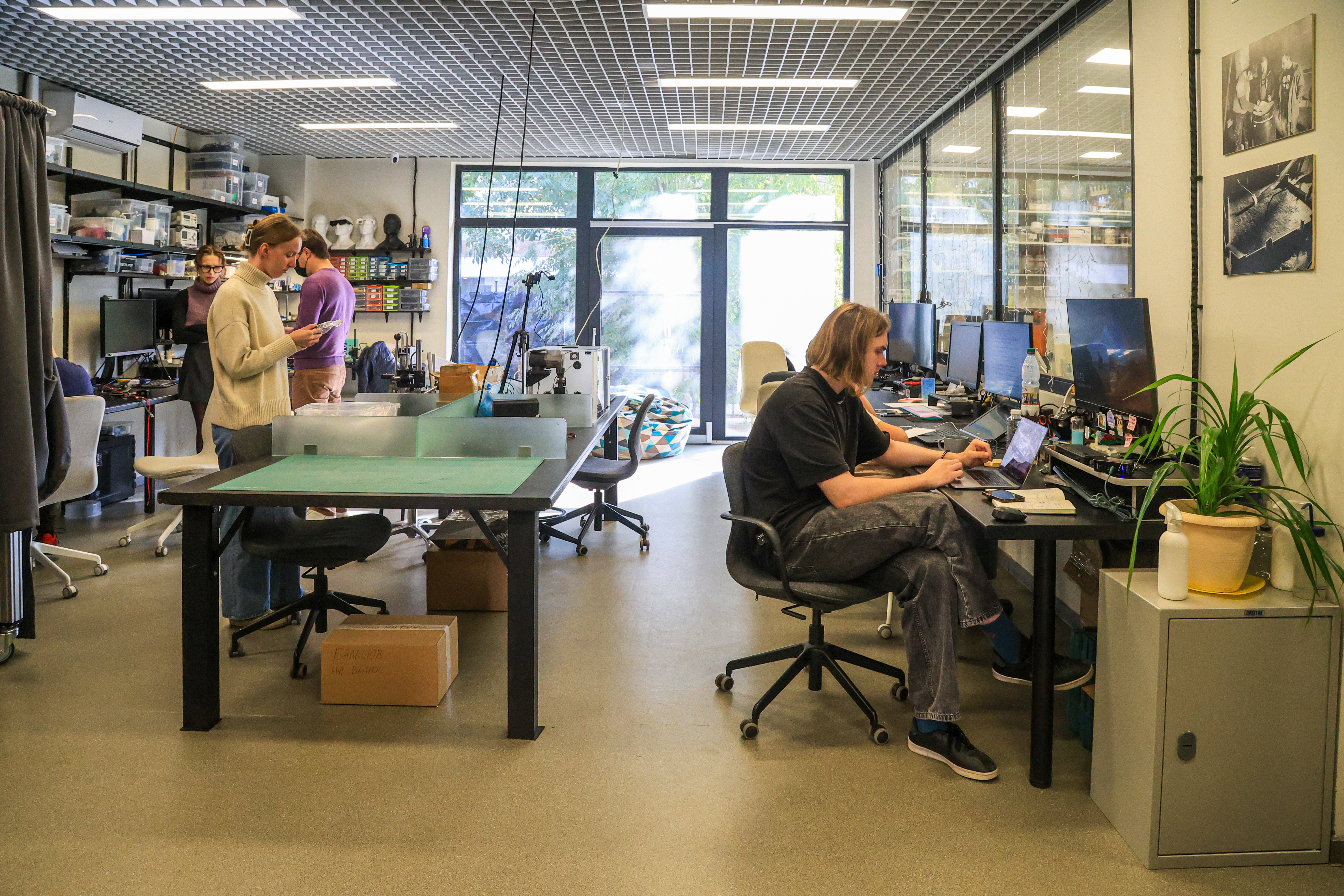
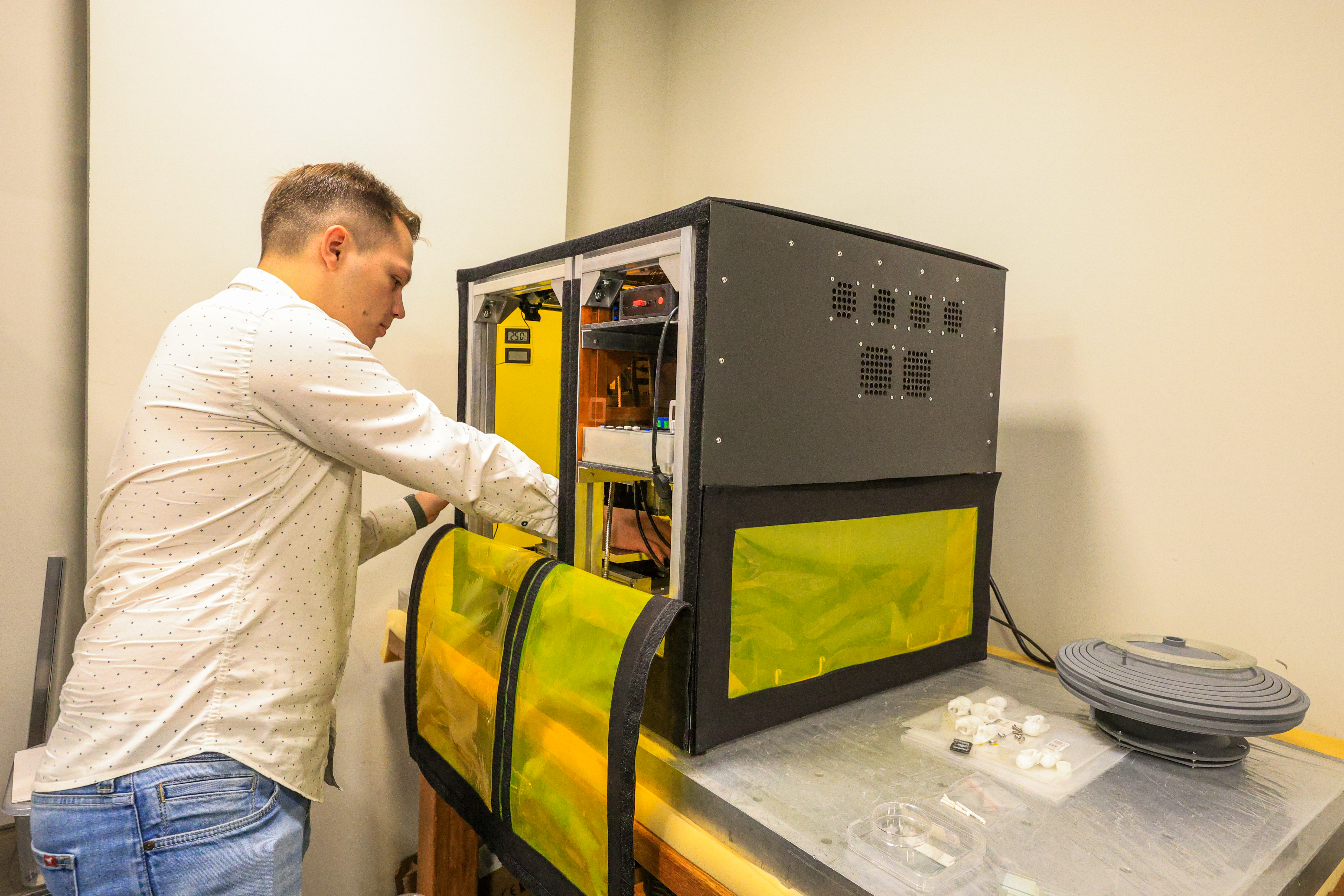
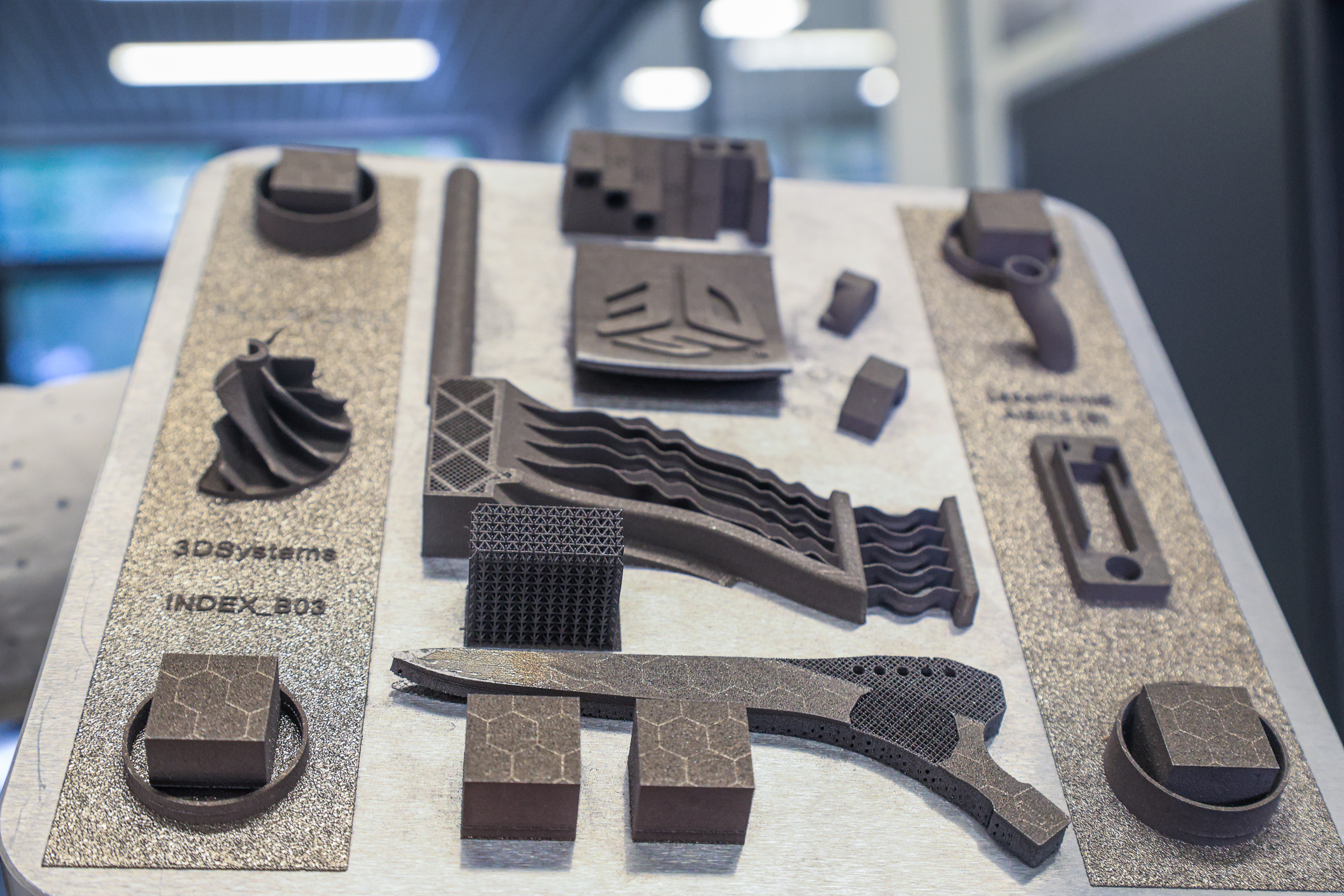
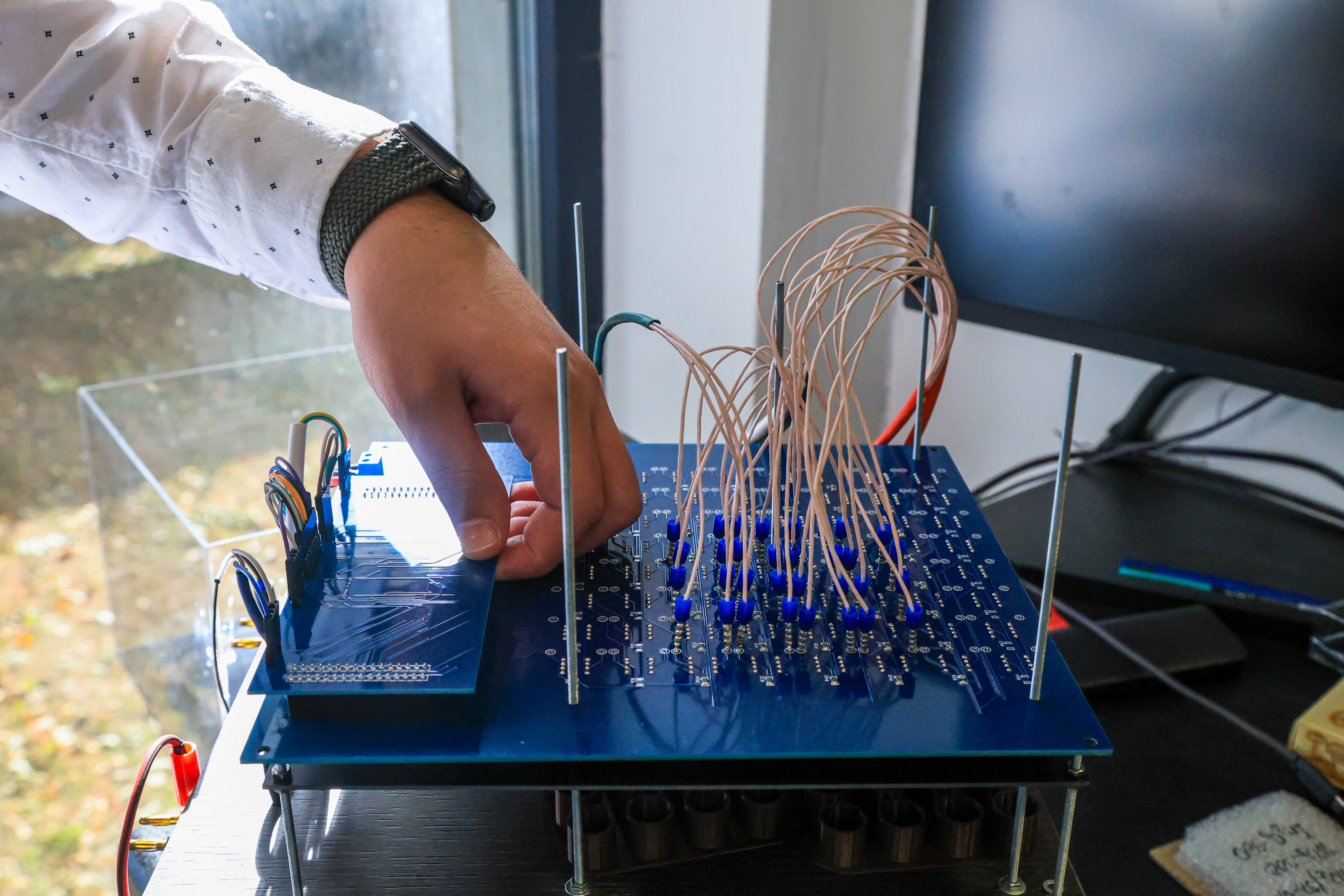

## Поступление
Для поступления на физический факультет МГУ абитуриенты сдают четыре экзамена: ЕГЭ по физике, математике, русскому языку и дополнительное вступительное испытание (ДВИ) по физике.

### Проходные баллы в прошлые годы
| Год  | Отделение фундаментальной и прикладной физики | Отделение астрономии |
| ---- | --------------------------------------------- | -------------------- |
| 2024 | 335                                           | 349                  |
| 2023 | 325                                           | 346                  |
| 2022 | 328                                           | 342                  |
| 2021 | 340                                           | 329                  |

Помимо поступления в общем конкурсе по баллам ЕГЭ, возможно поступление по результатам Всероссийской олимпиады школьников и перечневых олимпиад первого и второго уровня.

## Общежития
Возможность проживания в общежитиях «Дом студента» на Ломоносовском проспекте и «Дом студента» на Ленинских горах предоставляется всем студентам бюджетной формы обучения, проживающим за пятой зоной МЖД.
По инициативе студенческого комитета физического факультета МГУ был реализован в общежитиях организован буккросинг, теннисные столы, настольный футбол, пространство для самостоятельной подготовки и др.

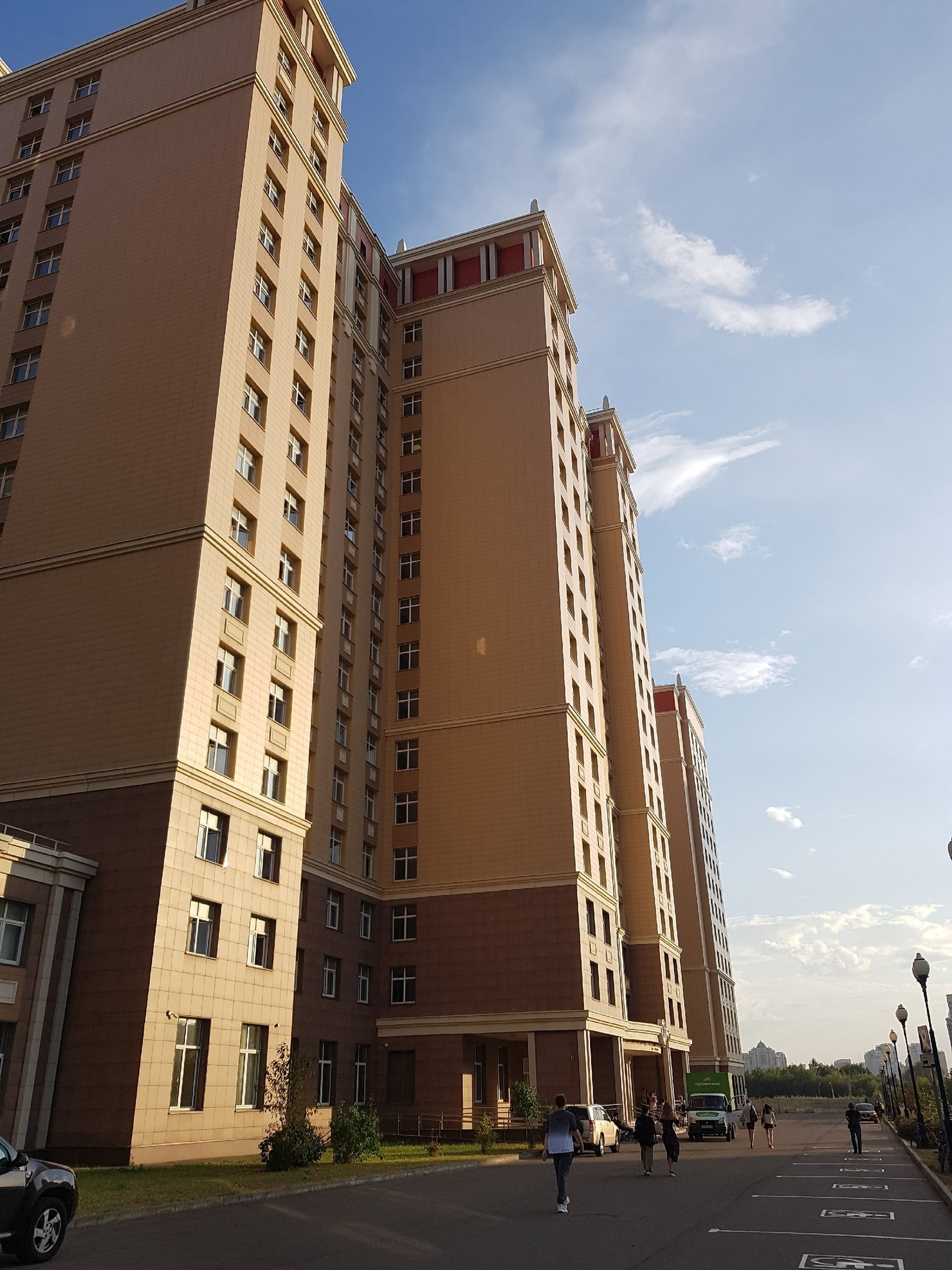
Дом студента на Ломоносовском проспекте
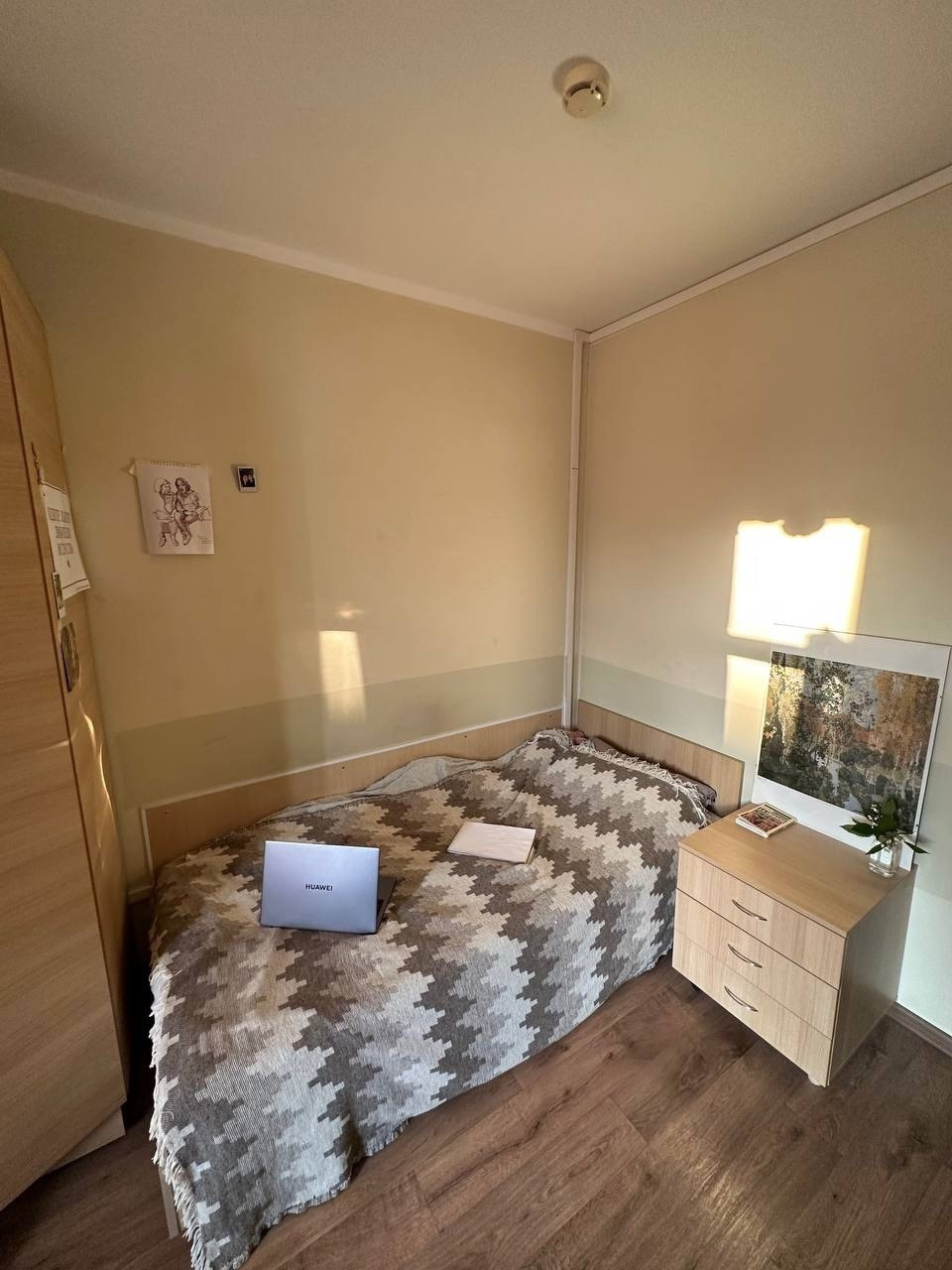
Комната ДСЛ
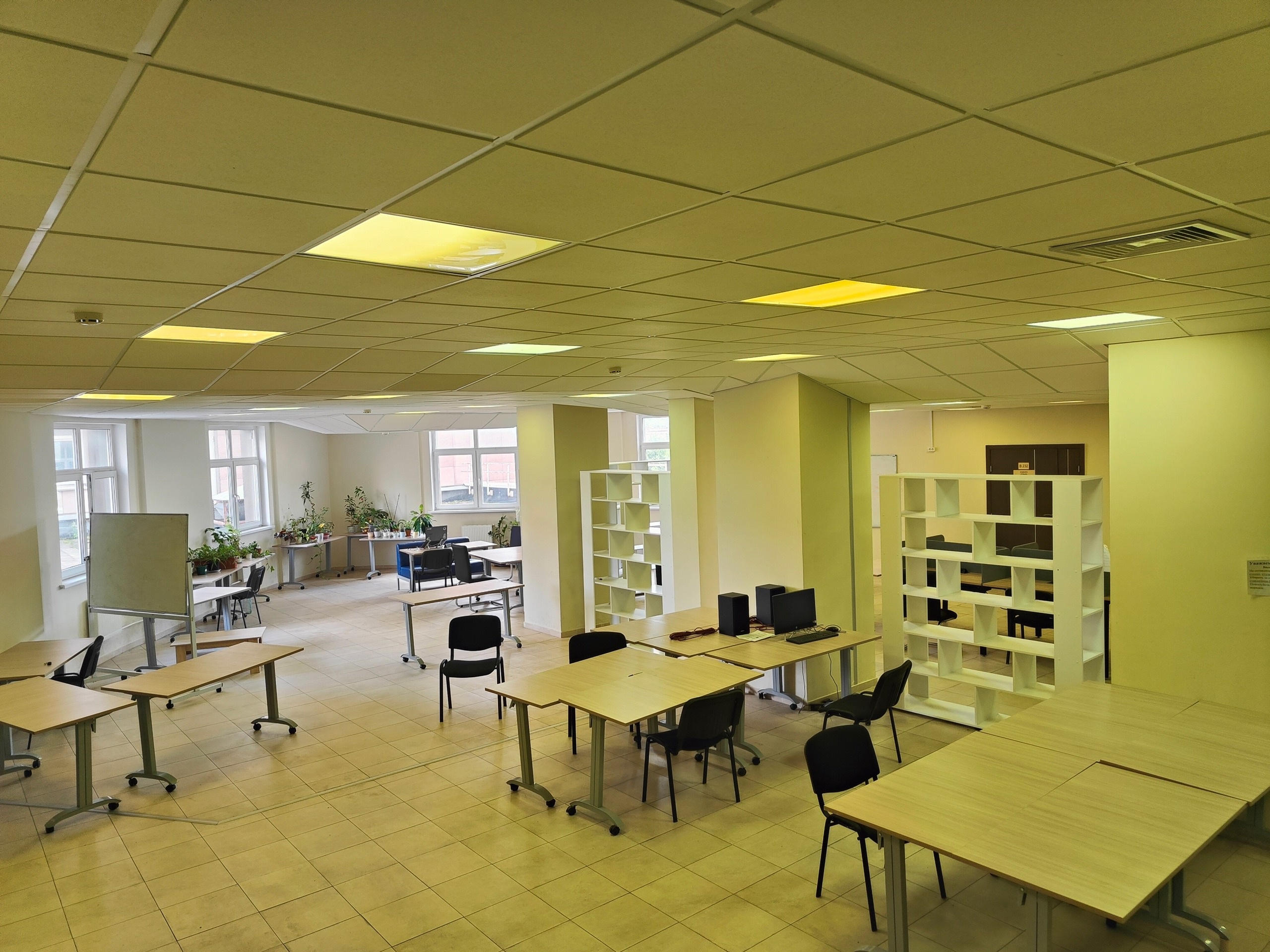
Рабочая зона ДСЛ
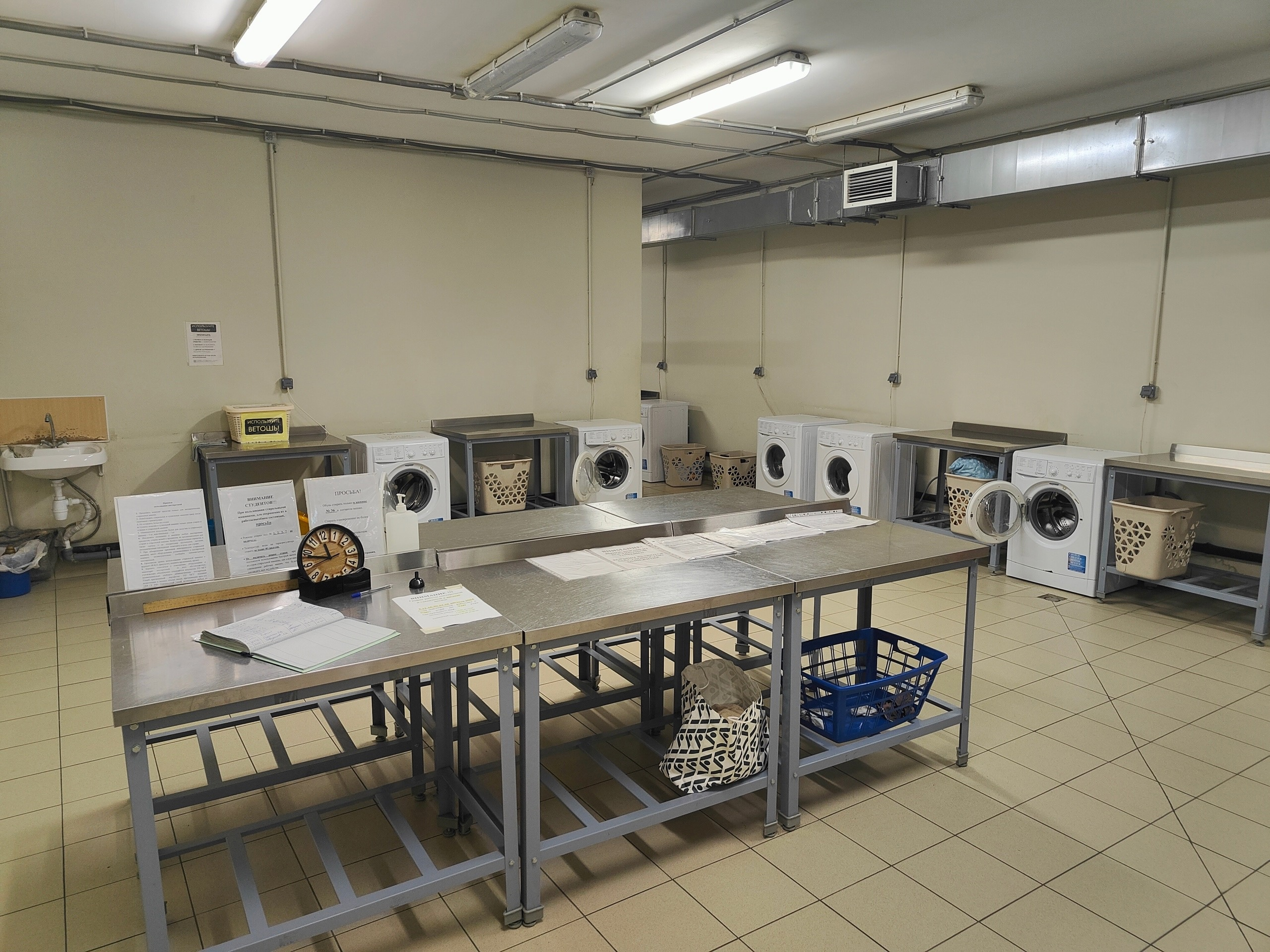
Прачечная ДСЛ
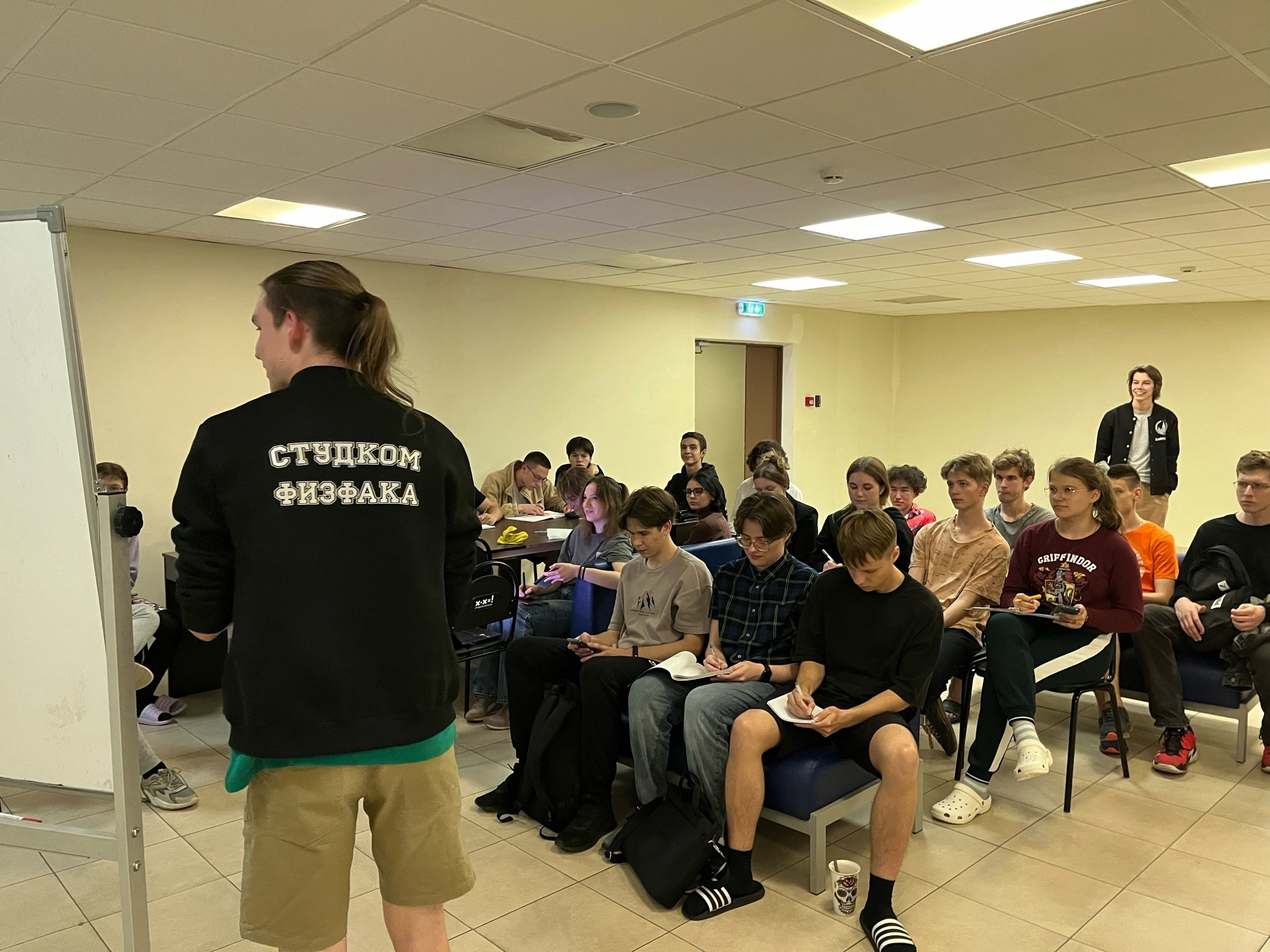
Занятия СЦО физического факультета МГУ
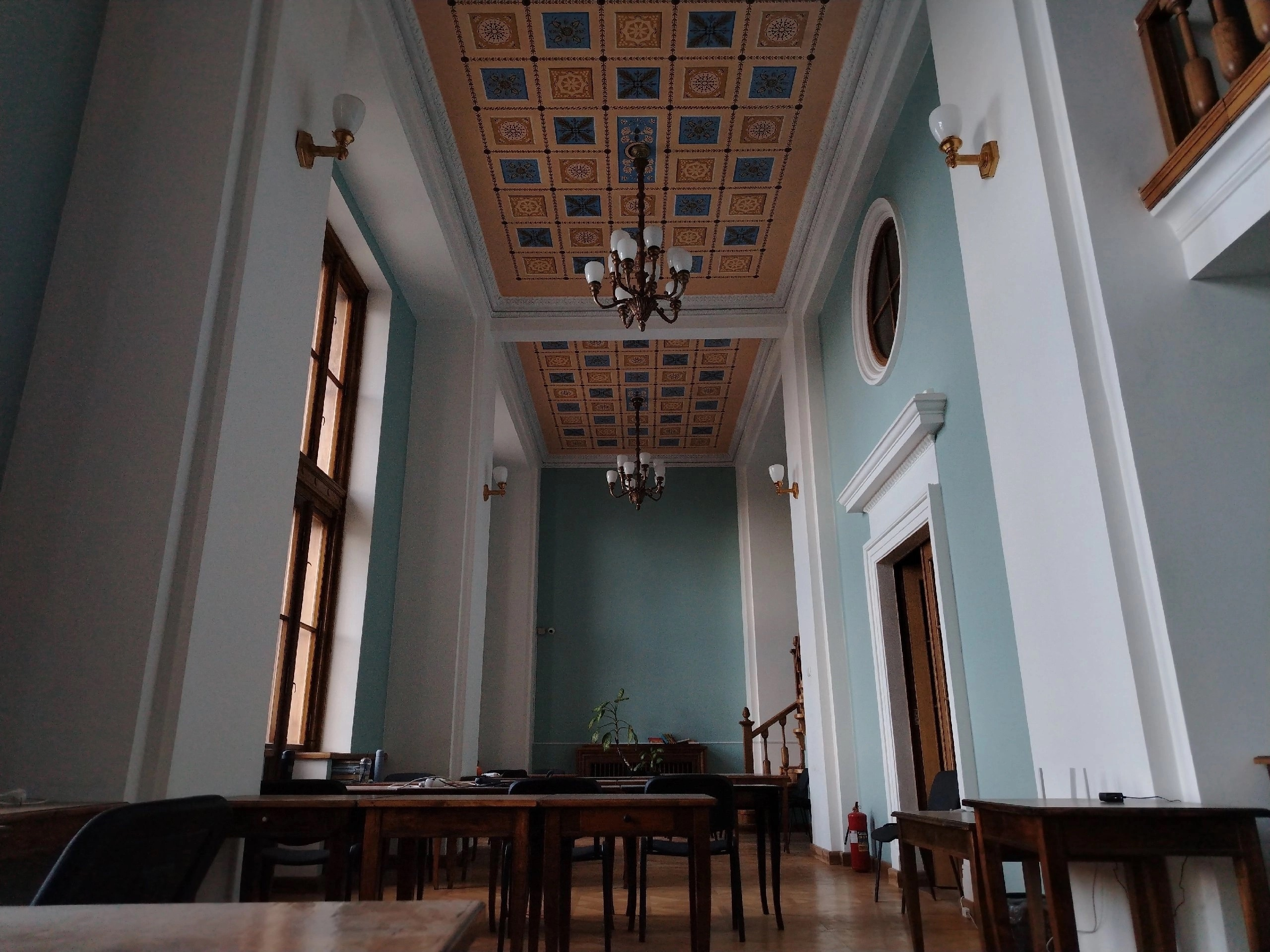
Общежитие ДС, рабочая зона
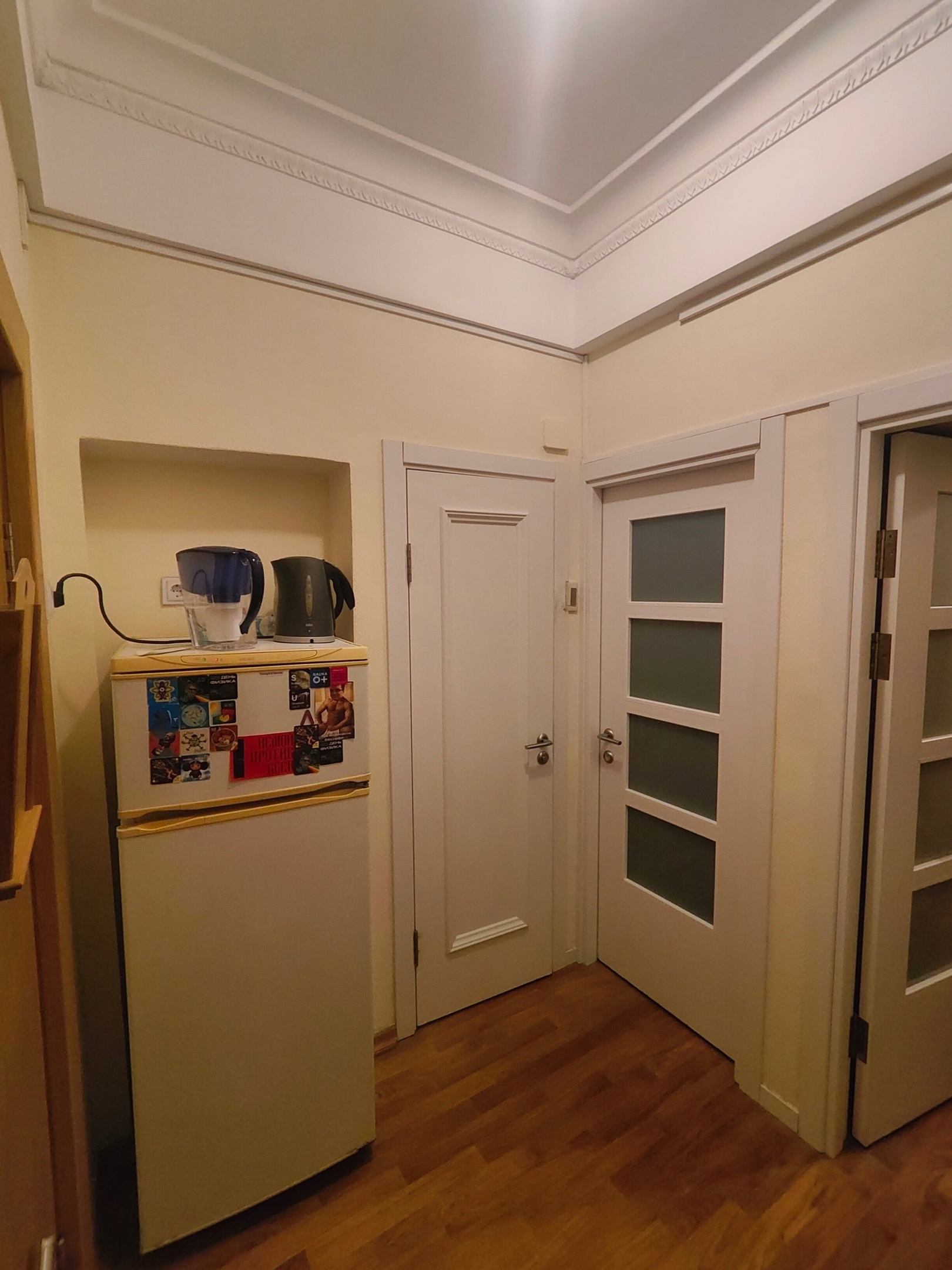
Прихожая ДС
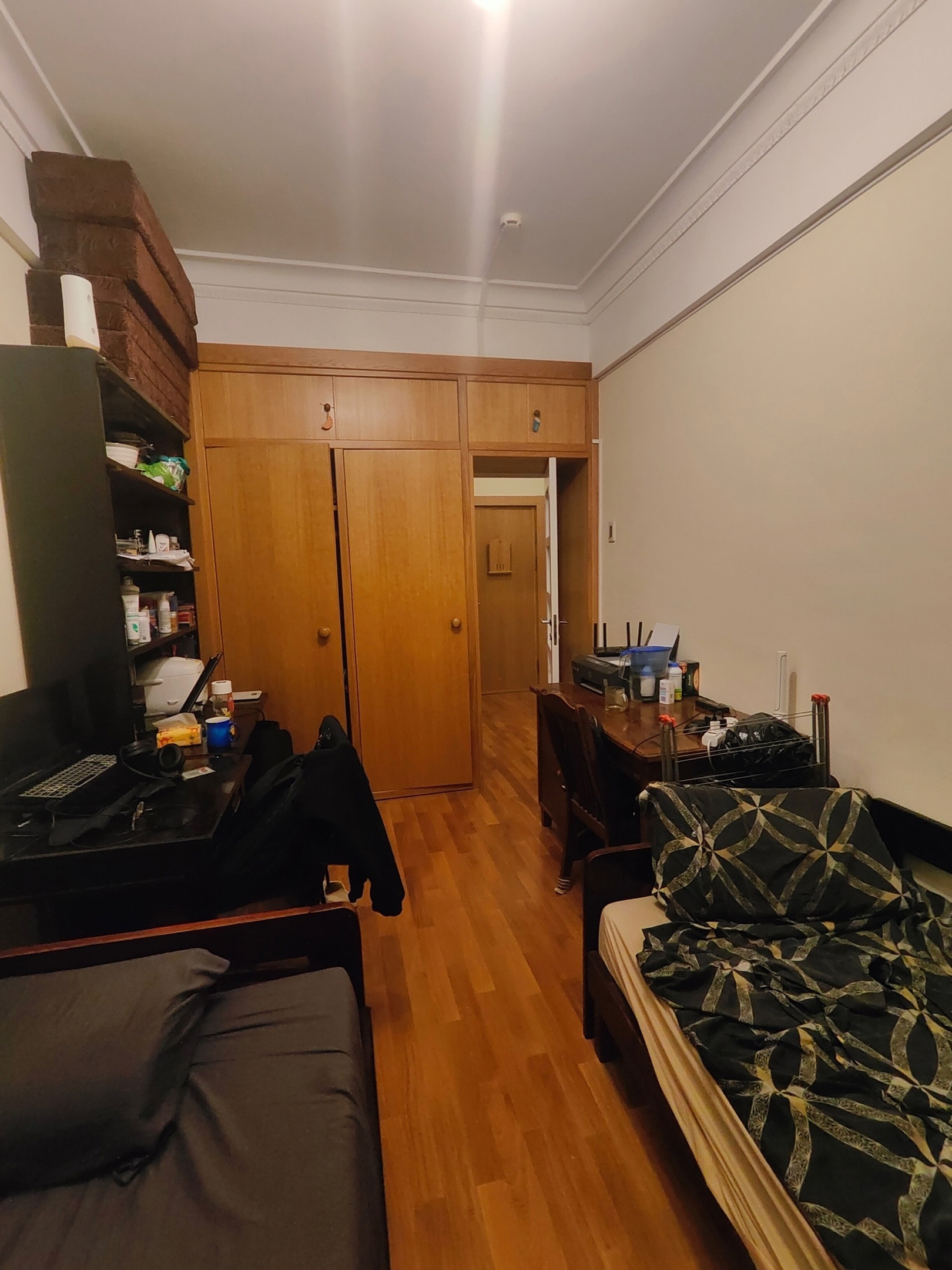
Комната ДС
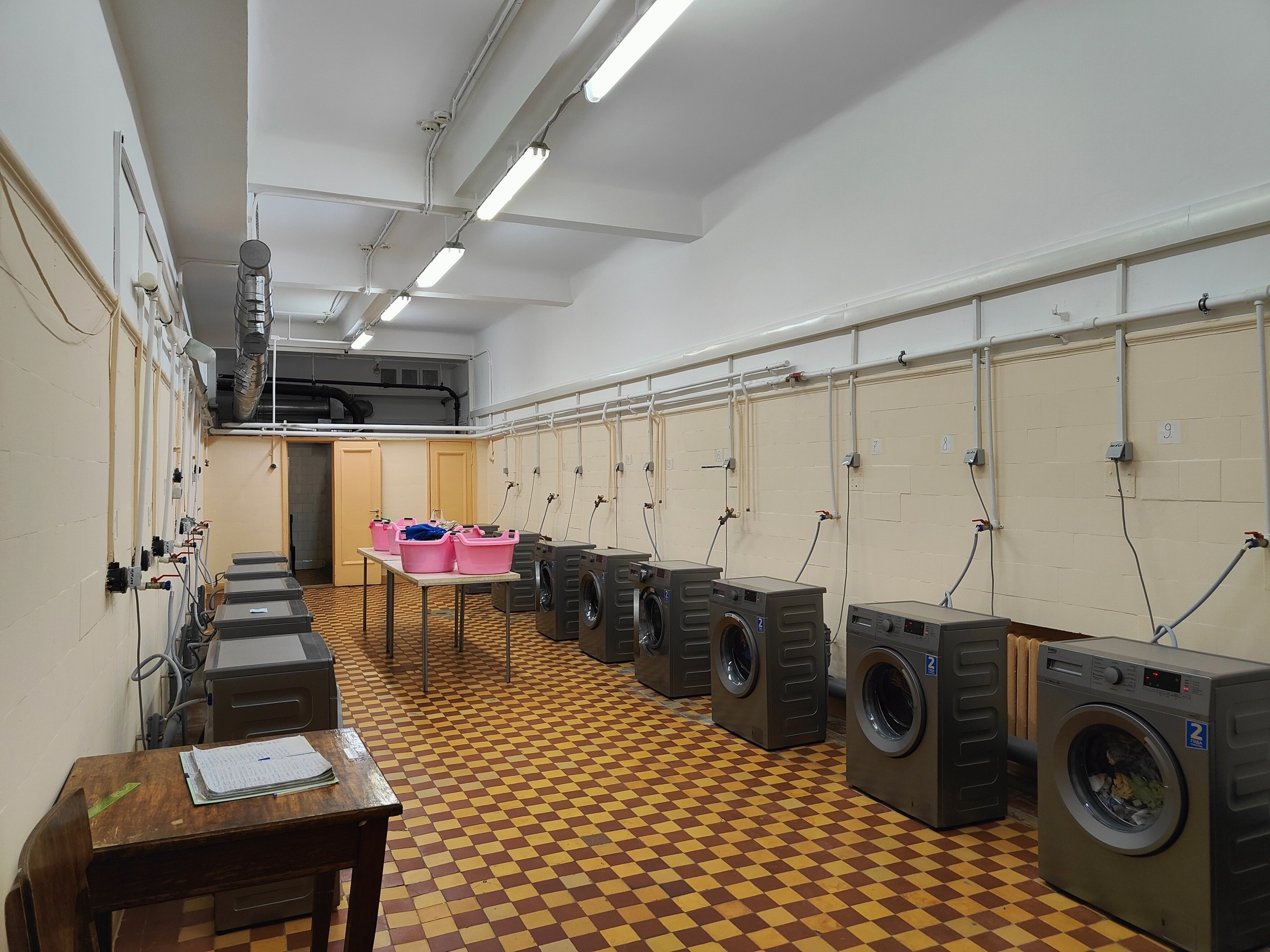
Прачечная ДС

## Известные выпускники
Категория:Выпускники физического факультета МГУ
За время своего существования (с 1933 года) физический факультет МГУ подготовил более 25 тысяч специалистов-физиков, на факультете защитили диссертации более 500 докторов и около 4 тысяч кандидатов наук.
На физическом факультете МГУ сделано 24 официально зарегистрированных открытия из общего числа около 350 открытий по всем разделам естественных наук. Каждый третий академик и член-корреспондент Российской академии наук в области физики, геофизики и астрономии — выпускник физфака МГУ.
На физическом факультете в разные годы работали 81 академик и 58 членов-корреспондентов Петербургской Академии наук, Академии наук СССР и Российской Академии наук, 5 лауреатов Нобелевской премии, 49 лауреатов Ленинской премии, 99 лауреатов Сталинской премии, 143 лауреата Государственной премии СССР и Российской Федерации.
Одиннадцать учёных-физиков СССР и России удостоены Нобелевских премий за исследования в области физики. Из них семь учились или работали на физическом факультете.

### Лауреаты Нобелевской премии по физике
- Тамм, Игорь Евгеньевич
- Франк, Илья Михайлович
- Абрикосов, Алексей Алексеевич
- Гинзбург, Виталий Лазаревич
- Прохоров, Александр Михайлович
- Ландау, Лев Давидович
- Капица, Пётр Леонидович

### Лауреат Нобелевской премии мира
- Сахаров, Андрей Дмитриевич

### Лауреаты Государственной премии
- Акимов, Анатолий Иванович
- Акципетров, Олег Андреевич
- Бабаев, Юрий Николаевич
- Белов, Константин Петрович
- Блохинцев, Дмитрий Иванович
- Боголюбов, Николай Николаевич (мл.)
- Брандт, Николай Борисович
- Быстров, Владимир Федорович
- Вавилов, Сергей Иванович
- Горбунов, Евгений Петрович
- Забабахин, Евгений Иванович
- Зацепин, Георгий Тимофеевич
- Ильин, Владимир Александрович
- Кеирим-Маркус, Игорь Борисович
- Куницын, Вячеслав Евгеньевич
- Левшин, Леонид Вадимович
- Логунов, Анатолий Алексеевич
- Майоров, Лев Васильевич
- Маслов, Виктор Павлович
- Николаев, Лев Николаевич
- Предводителев, Александр Саввич
- Разинков, Олег Георгиевич
- Руденко, Олег Владимирович
- Садовников, Борис Иосифович
- Самарский, Александр Андреевич
- Свешников, Алексей Георгиевич
- Сивухин, Дмитрий Васильевич
- Славнов, Андрей Алексеевич
- Сопин, Александр Иванович
- Стратонович, Руслан Леонтьевич
- Сухоруков, Анатолий Петрович
- Тернов, Игорь Михайлович
- Тринчук, Борис Ферапонтович
- Тябликов, Сергей Владимирович
- Хохлов, Алексей Ремович
- Ширков, Дмитрий Васильевич